# Lev Tolstoi
Lev Tolstoi (sau Contele Lev Nikolaevici Tolstoi, rusă Лев Никола́евич Толсто́й; n. 28 august/9 septembrie 1828, Yasnaya Polyana⁠(d), Gubernia Tula⁠(d), Imperiul Rus – d. 7/20 noiembrie 1910, Astapovo⁠(d), Q20084572⁠(d), Regiunea Lipețk, Rusia) a fost un scriitor rus. Lev Tolstoi este considerat unul dintre cei mai importanți romancieri ai lumii. Alături de Fiodor Dostoievski, Tolstoi este unul dintre scriitorii de seamă din timpul perioadei cunoscută ca vârsta de aur a literaturii ruse (începută în 1820 cu primele opere ale lui Pușkin, și terminată în 1880 cu ultimele lucrări ale lui Dostoievski). Operele sale Război și pace și Anna Karenina au avut o influență hotărâtoare asupra dezvoltării romanului mondial, iar credințele și ideile sale religioase, filosofice și estetice, propovăduite de-a lungul vieții prin celelalte opere, sunt reunite și cunoscute sub denumirea de „tolstoianism”. Creația sa epică se impune prin capacitatea de cuprindere, adâncimea viziunii, acuitatea observației sociale și psihologice, sentimentul tragicului și omenescului.
Tolstoi s-a manifestat, totodată, și ca eseist, dramaturg și reformator în domeniu educației, calități care l-au consacrat drept unul dintre cei mai cunoscuți membri ai acestei vechi și aristocratice familii rusești. Interpretările sale literare privind învățăturile etice ale lui Iisus Hristos l-au făcut să devină mai târziu, spre sfârșitul vieții sale, un fervent comentator al învățăturilor lui Hristos, în sensul lor social, pacifist și nemediat de vreo putere lumească. Ideile sale despre rezistența nonviolentă, expusă în opere ca „Împărăția lui Dumnezeu este înăuntrul vostru”, au avut un profund impact asupra unor personalități de referință din secolul al XX-lea, printre care Mahatma Gandhi și Martin Luther King, sau, înainte de aceștia, poeți ca Rabindranath Tagore ori Maitreyi Devi.
Efigia lui Lev Tolstoi a fost imprimată pe o monedă rusească din aur.

## Tolstoi și destinul literar

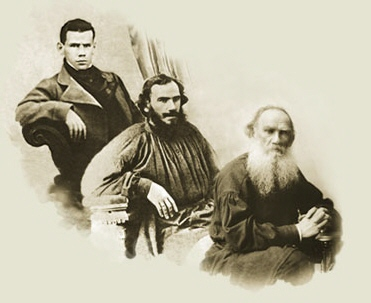
L. N. Tolstoi la tinerețe, maturitate, bătrânețe

Opera scriitorului rus Lev Nikolaevici Tolstoi este cunoscută și admirată de iubitorii de literatură din toată lumea. Impresia pe care a produs-o în epoca sa, precum și răsunetul de care s-a bucurat opera lui, l-au situat încă din timpul vieții printre cei mai importanți scriitori ai vremii. Tolstoi a fost, din anumite puncte de vedere, un om plin de contradicții. Născut într-o familie de nobili din Imperiul Rus, îl obsedau în aceeași măsură excesele burgheziei și ascetismul auto-impus al stoicismului. Deși și-a întemeiat un sistem propriu de credințe religioase, câștigând respectul gânditorilor laici, nu a reușit niciodată să reconcilieze conceptele de artă și frumos în viața reală. Cercetând opera lui Tolstoi, Vladimir Nabokov observa că doar două subiecte l-au atras cu adevărat pe acesta, anume viața și moartea, iar ele au fost reexaminate în fiecare nouă scriere, cu o complexitate mereu sporită. E de ajuns să urmărim „Moartea lui Ivan Ilici” sau „Anna Karenina” ca să vedem că acestea sunt, într-adevăr, temele fundamentale ale operei tolstoiene.
Lung și rodnic a fost drumul vieții și al creației lui Tolstoi. El a lăsat omenirii o uriașă moștenire literară care cuprinde printre altele: un roman istorico-psihologic de mari proporții („Război și pace”), un roman social de moravuri („Anna Karenina”), un roman social („Învierea”), o trilogie autobiografică („Copilăria”, „Adolescența”, „Tinerețea”), numeroase nuvele și povestiri („Cazacii”, „Dimineața unui moșier”, „Moartea lui Ivan Ilici”, „După bal”, „Hagi Murad” și altele), drame („Puterea întunericului”, „Roadele instrucțiunii”, „Cadavrul viu”), povestiri populare, basme și istorisiri pentru copii, articole publicistice, de critică literară sau literatură științifică (studii despre probleme de artă, articole pe teme politico-sociale, tratate etico-religioase etc.), un jurnal intim și o excepțional de bogată corespondență. Lev Tolstoi a oglindit în opera sa Rusia de la începutul veacului al XIX-lea (războiul împotriva lui Napoleon), dar mai ales Rusia din perioada 1861 — 1905.
În cei aproape 60 de ani de activitate pe tărâm literar, Tolstoi a cercetat cu atenție realitatea rusă și a meditat neobosit la rezolvarea problemelor legate de viața poporului. El a parcurs un drum plin de cotituri, de la clasa nobililor căreia îi aparținea, către poporul simplu pe care-l iubea cu sinceritate, devenind în cele din urmă exponentul intereselor țărănimii patriarhale.

## Viața și caracterul
În Amintirile sale, Tolstoi își rezumă într-o pagină biografia:
„Privindu-mi viața, examinând-o din punctul de vedere al binelui și al răului pe care l-am făcut, îmi dau seama că toată lunga mea existență se poate împărți în patru perioade: prima, cea poetică, minunată, inocentă, radioasă a copilăriei, până la paisprezece ani. Apoi cei douăzeci de ani oribili, de grosolană depravare în slujba orgoliului, a vanității și mai ales a viciului. A treia perioadă, de optsprezece ani, a durat de la căsătorie până la renașterea mea spirituală: lumea ar putea-o califica morală, pentru că în cei optsprezece ani am dus o viață familială cinstită și regulată, fără a ceda nici unuia din viciile pe care opinia publică le condamnă. Dar toate interesele mele erau limitate la preocupări egoiste, pentru familia mea, pentru bunăstare, pentru succesul literar și toate satisfacțiile personale. În sfârșit, a patra perioadă este cea pe care o trăiesc acum, după regenerarea mea morală; din aceasta n-aș vrea să schimb nimic, în afară de relele obiceiuri pe care le-am deprins în perioadele precedente.”—L. N. Tolstoi - Din jurnalul său

#### Copilăria și adolescența
Născut într-o familie din nobilimea rusă, trăiește o copilărie luminoasă și o tinerețe aventuroasă, împărțită între studii literare și juridice, încercări de reformare a vieții țăranilor, călătorii, activitate militară (participă la campaniile din Caucaz și la Războiul Crimeii) și scriitoricească. În ciuda problemelor familiale de mai târziu, Tolstoi a reușit să creeze romane frumoase din care reies idealuri umanitare.

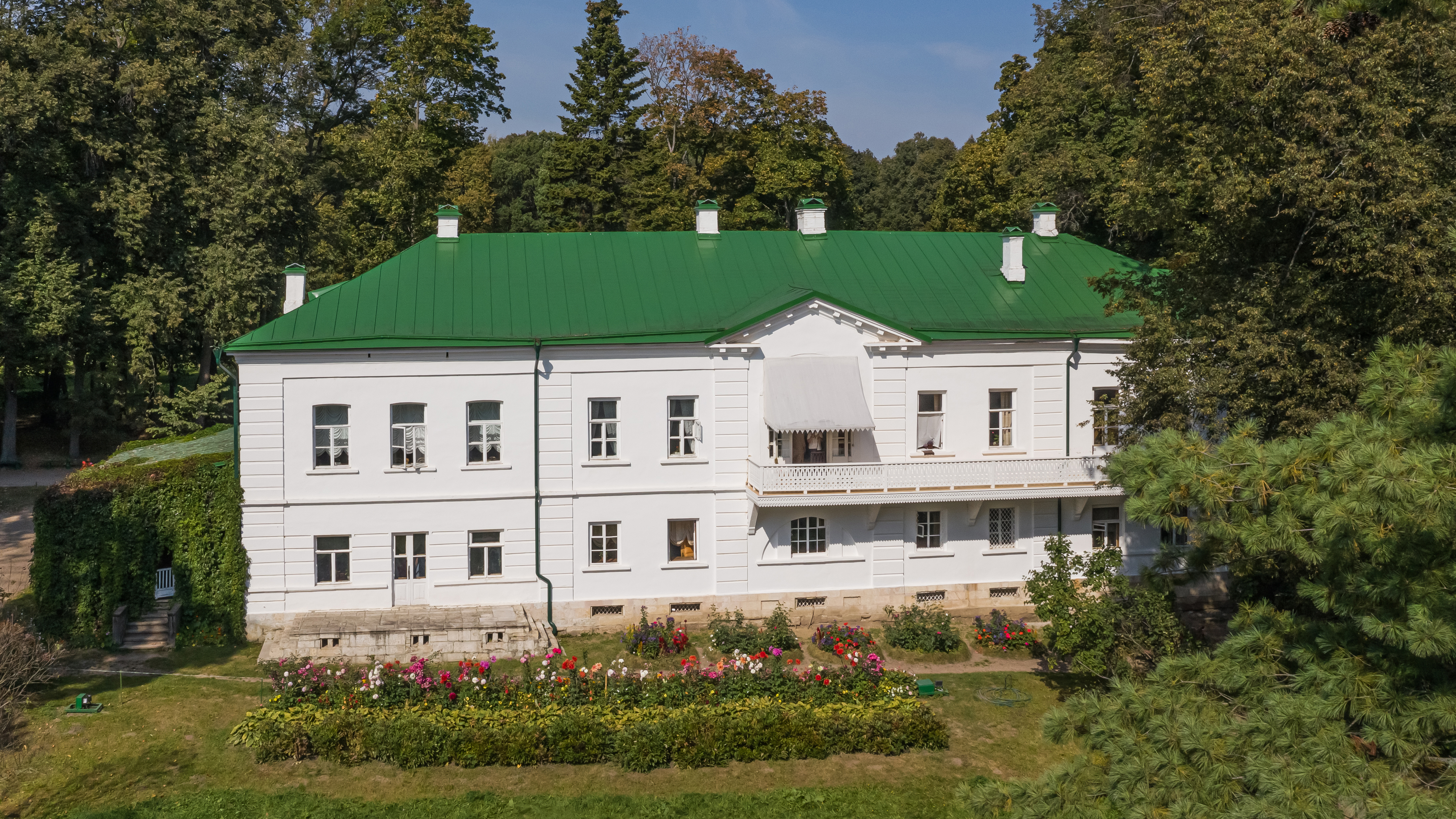
Casa de la Iasnaia Poliana - locul unde scriitorul și-a trăit cea mai mare parte a vieții

Lev Nikolaevici Tolstoi s-a născut la 28 august 1828 pe moșia Iasnaia Poliana, gubernia Tula, la aproximativ 190 de kilometri la vest de Moscova. Însemnând „poiană luminoasă” în rusă, Iasnaia Poliana era o moșie de mari dimensiuni, construită într-o pădure de foioase, în secolul al XVII-lea. Tatăl său, Nikolai Tolstoi, un conte provenind dintr-o familie de nobili germani din secolul al XVI-lea, a dus o viață specifică aristocraților. Nikolai a risipit averea familiei, majoritatea strânsă de strămoșul său Alexandru Ivanovici Tolstoi, care a fost colonel în Războiul Patriotic din 1812, război de apărare a țării împotriva lui Napoleon. În 1822, el s-a căsătorit cu Maria Nikolevna Volkonskaia, devenind astfel posesorul unei însemnate averi, adusă ca zestre de către bogata prințesă. Din cauza iresponsabilității sale, Nikolai a fost nevoit să folosească zestrea soției sale pentru a păstra situația financiara a familiei. Maria Nikolevna, mama viitorului scriitor, era, de asemenea, fiica unui general bogat, iar moșia Iasnaia Poliana făcuse parte din zestre, aparținând la început părinților ei. Ea va muri când micul Tolstoi nu împlinise încă nici doi ani. Ulterior, mătușa Tatiana Ergolskaia, va prelua rolul mamei. De atunci, în imaginația lui Lev nu se regăsea decât un portret idealizat al mamei sale, perfectă, bună și iubitoare, și al tatălui respectat și iubit, moșierul pe care guvernul refuzase să-l angajeze. De fapt, Nikolai, fiind un revoluționar care împărtășea dorința decembriștilor de înlăturare a familiei imperiale și a sistemului de iobăgie, era ținut la distanță de guvern.

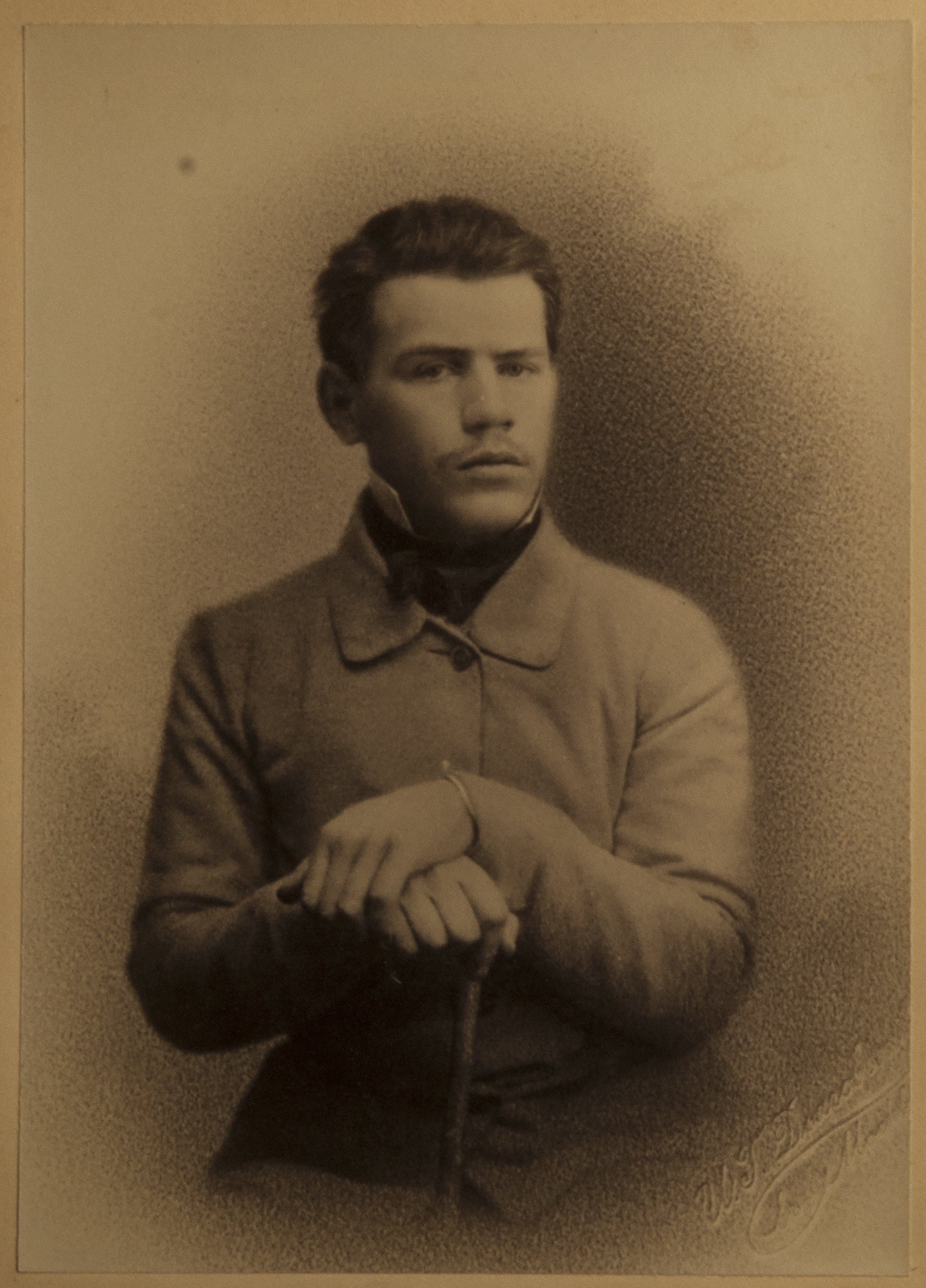
Lev Tolstoi în 1851

Al patrulea fiu al lui Nikolai și al Mariei, Tolstoi, a fost crescut și îngrijit de bone și servitoare. El și-a petrecut copilăria la Iasnaia Poliana. Numele acestei localități este strâns legat de memoria marelui scriitor, care și-a scris majoritatea operelor în locul care a constituit leagănul primei lui copilării.
După moartea Mariei Volkonskaia (mama scriitorului), de educația copiilor (Tolstoi avea trei frați mai mari: Nikolai, Dimitri și Serghei) s-a ocupat o rudă a familiei, T.A. Ergolskaia, de care scriitorul amintește deseori cu dragoste și duioșie. Ea a fost prima care i-a sădit în suflet iubirea pentru om și frumos și de la ea a primit Tolstoi cel dintâi îndemn de a scrie. Asemeni tuturor familiilor de nobili înstăriți, educația lui Tolstoi a fost încredințată unor profesori particulari, de naționalitate germană și franceză, care locuiau la conacul familiei în tot cursul anului și se străduiau să le asigure copiilor o educație demna de tinerii aristocrați. Primele opere literare citite de Tolstoi au fost poeziile lui Pușkin. Într-o zi, i s-a cerut să recite o poezie în fața unuia dintre prietenii tatălui său. În vârstă de numai opt ani, Tolstoi l-a impresionat puternic pe invitatul tatălui său, recitând fără greșeală și cu patos două poezii.
În anul 1837, întreaga familie se mută la Moscova, pentru a înlesni copiilor continuarea studiilor în instituțiile de învățământ superior. Încetul cu încetul, copiii s-au obișnuit cu viața de oraș. În același an tatăl lor moare iar orfanii sunt luați sub tutela contesei Osten-Saken, sora mai mare a tatălui lor. Nu după mult timp însă, moare și contesa Osten-Saken, iar copiii trec sub tutela contesei Iușkova, cea de-a doua soră a bătrânului Tolstoi și soția guvernatorului orașului Kazan. În urma acestor evenimente, copiii s-au mutat în Kazan. Lev, care acum avea 13 ani, a început să studieze limbile turcă, arabă și tătară împreună cu profesorul său particular. În aceeași vreme a citit și operele complete ale lui Rousseau, toate cele 20 de volume, îndrăgostindu-se imediat de filozofia acestuia.
Aspecte foarte grăitoare din copilăria, adolescența și tinerețea scriitorului se întâlnesc în trilogia sa autobiografică, opera cu care Tolstoi își face debutul în literatură.

#### Tinerețea
În anul 1844, Lev Tolstoi începe să frecventeze cursurile facultății de limbi răsăritene, secția filologie turco-arabă, de la Universitatea din Kazan, însă după un an abandonează studiul limbilor și se înscrie la facultatea de științe juridice. În final se întoarce în satul natal înainte de a-și încheia studiile, descurajat fiind de calitatea slabă a relațiilor sociale și academice pe care le avea. Totuși a reușit să-și facă un prieten, pe Dmitri Diakov, cu care mai discuta despre religie, politică și alte aspecte sociale.

##### Perioada de desfrâu și viața de moșier

O fotografie din 1849 înfățișându-l pe Tolstoi după promovarea examenelor la Universitatea din Sankt Petersburg. A reușit să intre din a doua încercare, dar în cele din urma avea să renunțe la școală.

Fiind tot mai preocupat de prezența sa în înalta societate, Tolstoi își neglijează cursurile de la facultate. Așa că, își petrecea zilele bucurându-se de orice femeie care îi ieșea în cale. În această perioadă a tinereții el organizează petreceri, este prezent la toate balurile și se complace în ambianța fastuoasă a cercurilor aristocratice pe care le frecventa, însă curând, acest moment din viața sa în care scriitorul este atras de strălucirea lumii mondene, va lua sfârșit. Deși pentru el chiar și să studieze limbile străine era un privilegiu, și-a ignorat îndatoririle și avea numai rezultate proaste. Întrucât nu a trecut examenele finale din primul an, a rămas repetent și a solicitat să fie transferat la facultatea de drept. Din nefericire, nici după ce a obținut transferul, Lev nu a renunțat la vechile deprinderi. În cele din urmă, el a abandonat facultatea în primăvara anului 1847, în mijlocul semestrului și s-a întors ca moșier la Iasnaia Poliana, pe care o moștenise de la părinți.
Înzestrat cu o natură neobișnuit de complexă, Tolstoi surprinde încă de pe atunci discordanța dintre forma strălucitoare și conținutul sterp al vieții aristocrației nobiliare. El surprinde ridicolul acestei lumi izvorât din contradicțiile de neîmpăcat dintre fond și formă și începe să fie frământat de gânduri contradictorii, care devin cu atât mai complicate cu cât i se lărgește orizontul cultural. Cunoașterea vieții Rusiei devine pentru Tolstoi problema centrală a preocupărilor sale.
În anul 1847, frații își împart între ei averea părintească. Lui Lev Tolstoi îi revine moșia Iasnaia Poliana. Când a preluat atribuțiile de moșier, avea tot felul de idei umaniste asupra modului de conducere a moșiei. Însuflețit de idei democratice, Tolstoi căuta să îmbunătățească viața celor 330 de iobagi de pe moșia sa. Încercările lui au dat greș chiar de la început, deoarece iobagii își priveau noul stăpân cu neîncredere, iar tânărul Tolstoi nu înțelegea contradicțiile de neîmpăcat dintre iobagi și moșieri (experiența relatată în romanul Învierea). Retras la moșia sa, Tolstoi își alcătuiește în această perioadă un vast program de studiu ce cuprindea un număr de materii foarte diferite unele de altele, menite să-i deschidă un orizont larg asupra cuceririlor omenirii pe tărâmul științei și artei. În doi ani, el reușește să realizeze o bună parte a planului său; acest lucru reiese din faptul că încă la începutul anului 1849, Tolstoi întreprinde o călătorie la Petersburg în vederea susținerii examenelor de candidat la științe juridice. Tot în această perioadă, a șederii lui la Sankt Petersburg, se lasă în voia sorții în orice făcea. A devenit dependent de jocurile de noroc și, după multe partide pierdute, a realizat că era înglodat în datorii. Atunci părăsește Petersburgul. Întors la Iasnaia Poliana, Tolstoi și-a descoperit o nouă pasiune: muzica țigănească. A chemat la conac un grup de muzicanți și le-a cerut să-i cânte melodii populare rusești. Serghei, fratele lui mai mare, venea și el adesea să îi asculte, și în cele din urmă s-a împrietenit și s-a căsătorit cu una dintre cântărețe. Însă dragostea lui Tolstoi pentru muzica lor era doar trecătoare. Cu toate acestea această pasiune a stat la baza „Sonatei Kreutzer”.

##### Înrolarea în armată și debutul literar
Mereu frământat de necesitatea de a activa într-un domeniu oarecare, de a fi de folos societății, Tolstoi se înrolează în anul 1851 în rândurile armatei ruse care acționa în Caucaz. Departe de lumea mondenă, în mijlocul sălbaticei naturi a Caucazului, cântată cu atâta măiestrie de Pușkin și Lermontov, în mintea lui Tolstoi se înfiripa ideea „autodesăvârșirii”, care, cu timpul, va căpăta amploare, devenind baza filozofiei lui de esență mistică, religioasă și, în ultima instanță - reacționară. Chemat la război de fratele său, care era ofițer în armata rusă, Tolstoi a plecat pe front. Nu era câtuși de puțin interesat să aibă o slujbă de birou la prefectură, dar când s-a văzut soldat, a fost pus într-o situație neașteptată. Statutul său social nu conta în armata rusă, atâta doar că nu era pus la un loc cu soldații de rând. De obicei, putea recurge la influența politică a rudelor sale dar armata nu era nici pe departe le fel de îngăduitoare cu el ca și cunoscuții. În ianuarie 1853, tânărul soldat a trecut, în cele din urmă, examenul de cadet pentru a deveni subofițer de artilerie, având astfel prilejul de a-și dovedi vitejia. 

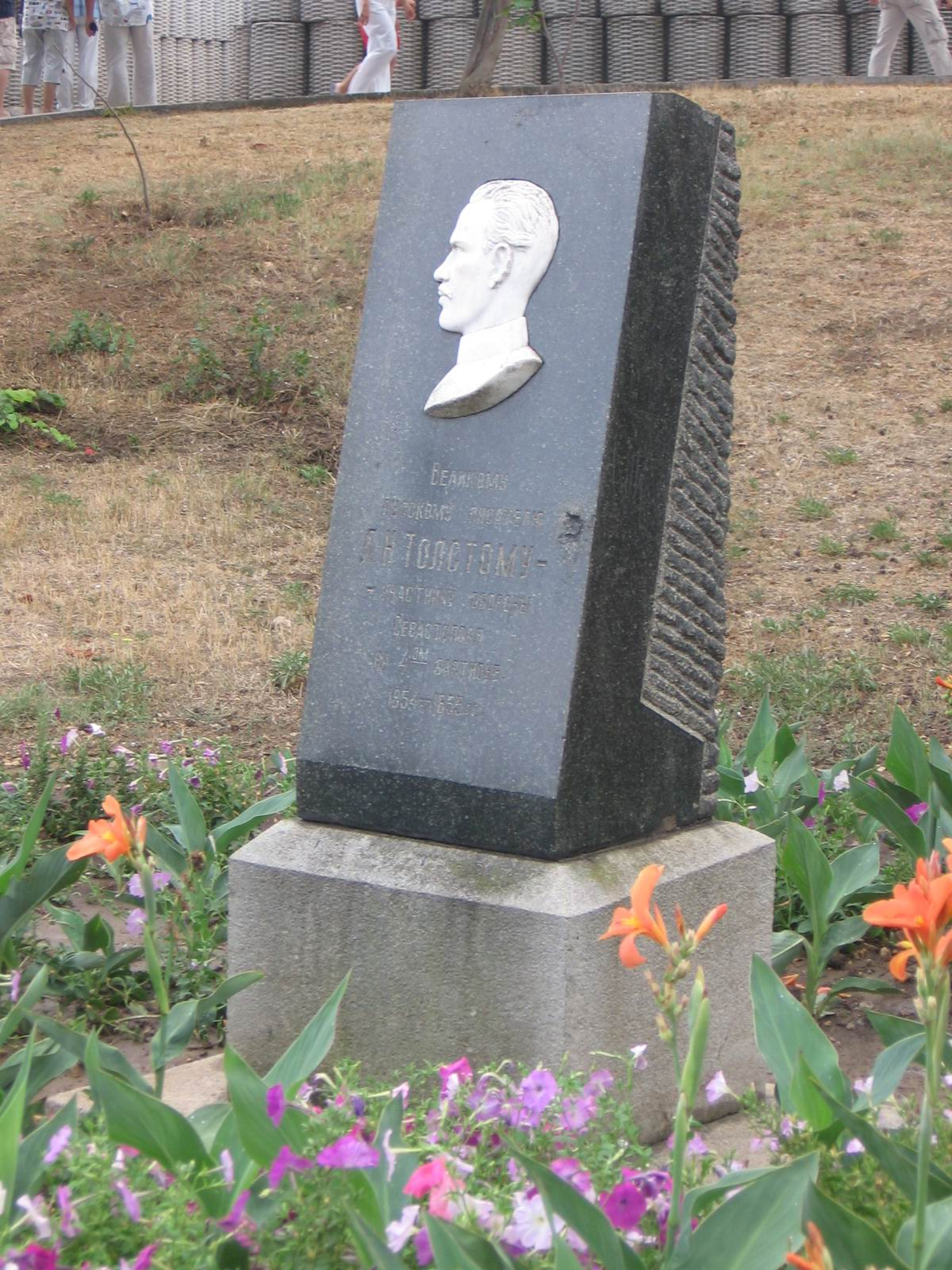
Monument la Sevastopol în cinstea soldatului L. N. Tolstoi ce a luptat în războiul Crimeii de la 1854 — 1855

Tot în această perioadă, Tolstoi își începe activitatea lui de scriitor. A început să lucreze la primul său roman „Copilăria”, pe care îl schițase în linii mari cu un an înainte. Era o povestire autobiografică a anilor copilăriei petrecuți la Iasnaia Poliana. Odată terminat, el îl trimite, în 1852, redacției „Sovremennik”, o revistă de literatură editată de poetul Nicolai Nekrasov. Poetul a recunoscut talentul și potențialul literar al lui Tolstoi, și i-a promis să-i publice lucrările în revistă, făcând-o în septembrie 1852. În același timp, Tolstoi a regăsit avantajele traiului printre cazaci. În ciuda vieții lor simple, cazacii aveau un cod etic militar și umanist la care țineau cu înverșunare, iar Tolstoi îi admira. Îi vedea ca pe un model de urmat pentru toți rușii, și un exemplu către care să tindă toți țăranii și chiar aristocrația. Așa că și-a propus să scrie despre experiențele petrecute în mijlocul lor. Romanul s-a numit, după cum era de așteptat, „Cazacii”, și s-a bucurat de un succes imediat la publicare sa în 1863. Acum va scrie și povestirile „Incursiunea”, „Tăierea pădurii” și altele, cu subiecte luate din viața de campanie.

În anul 1854, Tolstoi este transferat în armata dunăreană și locuiește 17 zile la Focșani (din 31 iulie) și timp de câteva luni la București. Referitor la această perioadă, într-o scrisoare adresata mătușii sale, contesa T.A. Ergolaskaia, tânărul ofițer descrie astfel Bucureștii: „Sunt năucit. Un oraș mare și frumos, obligația de a te prezenta multora, opera italiană și teatrul francez...” Se reîntoarce în patrie trecând prin Chișinău, unde s-a aflat pe parcursul lunilor septembrie-octombrie. Despre această perioadă în Basarabia, a lăsat următoarele amintiri:
„Suntem la Chișinău de aproape 6 săptămâni: orașul este provincial, frumos, foarte vioi cu ocazia venirii marilor duce Nicolae și Mihail. Viața se desfășoară cu calm, în plăcere și în așteptarea veștilor din Crimeea... De ceva vreme sunt ocupat cu o singură lucrare, despre care vă voi povesti numai dacă va reuși; Locuiesc într-un apartament decent, cu pian.”
 Odată cu începerea războiului din Crimeea ia parte la apărarea Sevastopolului. Cu acest prilej Tolstoi se manifestă ca un devotat fiu al patriei, luptând alături de soldații de rând. Scenele de bătălie, deosebite prin plasticitatea lor, pe care le întâlnim în epopeea „Război și pace” sunt rodul observațiilor proprii din timpul apărării Sevastopolului. De altfel Tolstoi imortalizează acest moment de cotitură în istoria Rusiei în ciclul intitulat „Povestiri din Sevastopol” („Sevastopol în decembrie 1854”, „Sevastopol în mai 1855” și „Sevastopol în august 1855”).
În anul 1856, Tolstoi demisionează din armată și se dedică activității beletristice. În această perioadă el colaborează la cele mai însemnate reviste ale timpului, printre care și la revista „Sovremennik” - devenită tribuna de luptă a democraților-revoluționari. De la „Sovremennik”, Tolstoi se retrage în același timp cu Turgheniev, după ruptura ce are loc între scriitorii aparținând clasei nobiliare și cei din rândul raznocinților.
În 1857, scriitorul a întreprins prima lui călătorie în Europa de Vest. A călătorit mai întâi la Paris, unde a luat pentru prima dată contact cu o națiune liberă. Aici a locuit pe Rue de Rivoli, într-un apartament mobilat, fiind vecin cu Turgheniev. Vizitează muzeele, frecventează teatrele, sălile de concert, merge la circ, urmează cursuri la Sorbona și la Collége de France. Plimbându-se prin oraș, la un moment dat, asistă la spectacolul executării unei sentințe capitale într-o piață publică, fapt ce i-a stârnit un profund dezgust odată ce va vedea ghilotina într-o piață publică. Din Franța a mers în Elveția, iar apoi în Germania, și în cele din urmă s-a întors acasă, la Iasnaia Poliana. Odată ajuns aici, și-a reluat încercările de reformă agricolă cu iobagii de pe moșia lui, iar în cele din urmă, a deschis o școală.
La 26 de ani scriitorul își mărturisește cu luciditate caracterul:
„Sunt irascibil, plictisitor, intolerant și timid ca un copil. Sunt un bădăran. Ceea ce știu, am învățat, singur, rău, câte puțin, fără nicio ordine; și e foarte puțin. Sunt nestăpânit, nehotărât, nestatornic, stupid de vanitos și de expansiv, ca toți oamenii slabi. Nu sunt curajos. Sunt cinstit, în sensul că iubesc binele, sunt nemulțumit de mine când mă îndepărtez de bine și bucuros când mă reîntorc. Și totuși, există un lucru pe care-l iubesc mai mult decât binele: gloria. Sunt atât de ambițios, încât dacă ar trebui să aleg între glorie și virtute, mă tem ca aș alege-o pe prima. Hotărât, sunt lipsit de modestie. Acesta este motivul pentru care apar timid văzut din afară, dar în sine mea sunt orgolios.”—L. N. Tolstoi - Din jurnalul său

#### Maturitatea
Problema centrală a vieții Rusiei de la mijlocul secolului al XIX-lea era problema țărănească. Ea se punea deosebit de acut în urma Războiului din Crimeea (1853 — 1856), care a arătat și forța poporului rus, dar și gradul de înapoiere economică, socială și culturală în care se găsea Rusia acelor vremuri. Tolstoi nu putea rămâne departe de frământările legate de problema desființării iobăgiei. Dar dacă democrații-revoluționari în frunte cu Cernîșevski, Dobroliubov și Nekrasov, vedeau eliberarea țărănimii pe calea revoluției țărănești, iar liberalii, aparținând clasei nobililor, pe calea reformelor de sus în jos, Tolstoi vedea rezolvarea problemei în „împăcarea dintre mujic și moșier”.

Contele L. N. Tolstoi la 26 de ani, în 1854

După părerea lui Tolstoi, așa cum reiese din operele scrise în această perioadă și în special din povestirea „Dimineața unui moșier”, mujicul trebuie să dea ascultare mai departe boierului, iar acesta din urmă, credincios „principiului autodesăvârșirii”, trebuie să dea dovadă de generozitate față de fratele-mujic și să facă tot ce-i stă în putință pentru a-i îmbunătăți viața. Pentru Tolstoi feudalismul nu constituia un rău social; era și el de acord că trebuie înlăturat cu orice preț, dar asta nu din motive de ordin politic sau social, ci spiritual. El nu vedea în feudalism o piedică în calea dezvoltării firești a Rusiei, ci izvorul chinurilor morale ale nobilimii.
Pentru înlesnirea apropierii dintre țăran și moșier, Tolstoi considera că pasul de început trebuie să fie făcut cu ajutorul răspândirii culturii în popor. În acest scop el înființează la Iasnaia Poliana o școală, pleacă din nou în străinătate pentru a sta de vorbă cu cei mai de seamă pedagogi ai Europei și se reîntoarce hotărât să procedeze în alt chip, întemeindu-și un sistem propriu de educație liberă, „ce avea la bază metoda conversației libere cu școlarii”. În scopul răspândirii principiilor sale pedagogice, Tolstoi înființează revista „Iasnaia Poliana”, având drept colaboratori pe învățătorii școlilor din împrejurimi. Munca pedagogică îl captivează pe scriitor care are prilejul să cunoască îndeaproape copiii de țărani, înzestrați cu aptitudini și talente deosebite. Însă valul frământărilor sociale în ajunul reformei din 1861 îl cuprinde și pe el.
În august 1862, Tolstoi se căsătorește cu Sofia Andreevna Berg, fiica unui medic din Moscova. El avea 34 de ani iar ea doar 18. La început, îndrăgostit cu adevărat de tânăra femeie, au petrecut momente liniștite și plăcute, iar viața de familie era fericită. A fost pentru Tolstoi o căsătorie ideală: soția sa îi administrează moșia, îi recopiază manuscrisele (îi transcrie de 7 ori „Război și pace”!) și îi dăruiește 12 copii. Curând după căsătorie, Lev își reia preocupările literare întrerupte de munca pedagogică, socială și de gospodărirea moșiei, și începe să scrie romanul „Război și pace”. În 1869, după terminarea marii epopei își reia activitatea pedagogică. Preocupat de educația poporului, Tolstoi scrie un abecedar și predă el însuși la școala de pe moșia sa, Iasnaia Poliana. În 1878 apare un alt roman reușit al scriitorului, „Anna Karenina”, dramatică și complexă analiză a vieții de familie și a sentimentului de dragoste.
Timp de 15 ani trăiește din plin fericirea vieții de familie, după care începe o perioadă de certuri cu soția sa. Torturat de o nelămurită angoasă, se confesează:
„Iubeam, eram iubit, aveam copii frumoși, aveam glorie, sănătate, vigoare fizică și morală. Eram în stare să cosesc ca un țăran, să lucrez zece ore în continuu, neobosit. Dar deodată viața mea s-a oprit. Nu mai aveam dorințe, nu mai aveam ce să-mi doresc. Adevărul este că viața era absurdă. Ajunsesem pe marginea prăpastiei și vedeam că în fața mea nu era altceva decât moartea. Eu, omul viguros și fericit, simțeam că nu mai puteam trăi.”—L. N. Tolstoi - Din jurnalul său
Criza acută pe care o traversează îl face să renunțe la avere, transcriind-o pe numele soției, să scrie numeroase opere de reformator - asupra religiei, iubirii aproapelui, artei, sărăciei. Caută insistent să cunoască viața celor în mizerie. În jurul său se constituie un grup de discipoli: cel mai fanatic dintre aceștia fiind Certkov; spiritul său malefic va avea o influență nocivă, diabolică, asupra scriitorului. Strania întorsătură în viața sa spirituală creează o atmosferă insuportabilă în familie. În fond, comportamentul său este plin de contradicții și dominat nu numai de sinceritate, ci și de un mare orgoliu. După apariția romanului Învierea, Biserica îl excomunică. Prietenia tinerilor Gorki și Cehov îi mai da un oarecare echilibru.

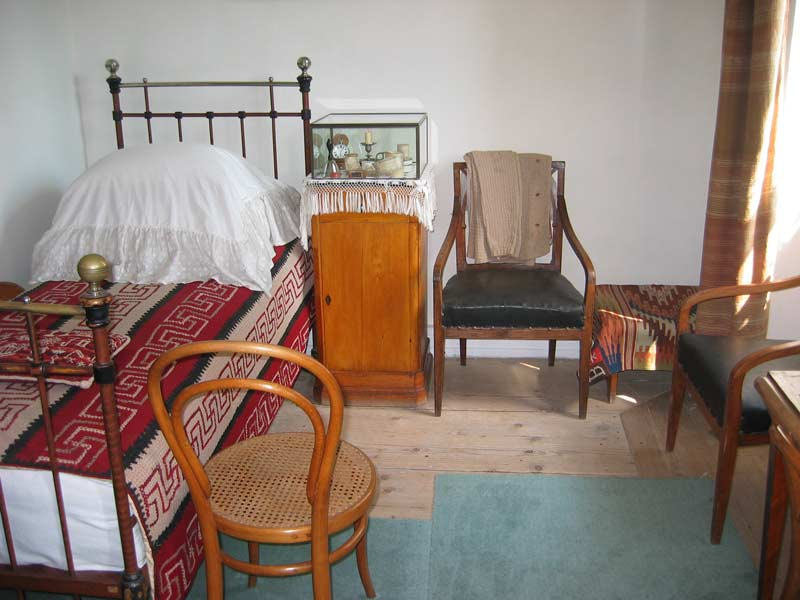
Camera scriitorului de la Iasnaia Poliana

Contactul îndelungat cu țărănimea, precum și frământările care au loc după reformă, îl determină pe Tolstoi să se desprindă de clasa sa și să se apropie din ce în ce mai mult de țărănimea patriarhală. El începe să propage ideea „reîntoarcerii la viața simplă”, idee pe care o găsim schițată și în nuvela „Cazacii” și în „Război și pace”. În „Anna Karenina”, această concepție capătă un contur mai precis în idealizarea figurii lui Levin. Totuși, abia în ultima parte a vieții scriitorului are loc ruptura definitivă cu clasa sa socială, ca urmare a îndelungatului proces de frământări, căutări, șovăieli și contradicții. Această cotitură îl face să nege nu numai clasa din care făcea parte, ci și statul, biserica și proprietatea. În articolele „În ce constă credința mea?”, „Critica teologiei dogmatice”, și altele, el propaga învățătura cunoscută sub numele de „tolstoism”, „reacționară în cel mai exact și adânc înțeles al acestui cuvânt” - după definiția lui Lenin.

Tolstoi și soția sa, Sofia Berg

Între anii 1881 — 1901 Tolstoi locuiește mai mult la Moscova, pentru a înlesni copiilor posibilitatea de a urma școala. Își continuă munca literară și felul de viață simplu, luând parte în același timp la viața obștească. În 1882, participă la recensământul din Moscova, iar în anii de foamete 1891 — 1894, ia parte la organizarea ajutorării țăranilor, implicându-și toată familia; este afectat de această catastrofă socială în așa măsură, încât barba îi albește, părul i se subțiază și slăbește în mod vădit, cu atât mai mult cu cât își vede eforturile în pericol de a fi zădărnicite de puternica Biserică Ortodoxă, care interzice țăranilor murind de foame să accepte ajutorul scriitorului tocmai excomunicat. Între anii 1880 — 1900 Tolstoi scrie nuvelele: „Moartea lui Ivan Ilici”, „Sonata Kreutzer” și operele dramatice: „Puterea întunericului”, „Cadavrul viu” și „Roadele instrucțiunii”. Spre sfârșitul ultimului deceniu al secolului al XIX-lea, Tolstoi scrie romanul „Învierea” și nuvela „După bal”, opere în care artistul realist ocupă din nou primul loc, lăsând în umbră pe filozoful moralist.

#### Bătrânețea
La 70 de ani Tolstoi e în culmea gloriei - o glorie universală, cum numai Voltaire și Goethe o mai cunoscuseră. Dar în familie viața devine infernală.
În anul 1901, Tolstoi pleacă în Crimeea pentru a se lecui de pneumonie, după care se reîntoarce la Iasnaia Poliana, unde rămâne până în preajma morții sale. În același an el este excomunicat din biserică (mai ales din cauza ultimului său roman - „Învierea” - unde atacă fățiș biserica). Guvernul țarist, al lui Nicolae al II-lea, ar fi procedat, desigur, și mai drastic, însă gloria lui Tolstoi era „prea mare - după spusele unui general de jandarmi - pentru ca închisorile rusești s-o poată cuprinde”. Și într-adevăr, nu se putea trece cu vederea faptul că în ultimele decenii figura scriitorului de la Iasnaia Poliana a stat neîncetat în centrul atenției opiniei publice din lumea întreagă.
Revoluția din anul 1905 l-a găsit pe scriitor preocupat de același frământări și chinuit de contradicția dintre sincera lui dorință de a veni în ajutorul țăranilor și teoria neîmpotrivirii la rău prin violență. Credința în eficacitatea acestei teorii îi este de multe ori contrazisă de mersul firesc al istoriei iar el nu poate să nu recunoască uneori binefacerile revoluției. Tolstoi nu poate rămâne indiferent la numeroasele execuții din perioada reacțiunii stolîpiniste de după revoluția din 1905 și scrie plin de revoltă și indignare articolul „Nu pot să tac” (1908), în care atacă direct guvernul.
| Cei 12 Tolstoi Tolstoi și soția sa au avut doisprezece copii. Ultimul copil, un fiu pe nume Ivan, s-a născut în același an cu primul lor nepot, pe când Tolstoi împlinise șaizeci de ani. Dintre toți acești copii, niciunul nu a împărtășit idealurile filozofice și morale atât de dragi tatălui lor. Primul fiul, Serghei, a devenit funcționar public, spre disperarea tatălui. Al doilea, Ilia, în loc să muncească, și-a prăpădit timpul la vânătoare. Lev, cel de-al treilea, a devenit scriitor, fără însă să aibă și talentul necesar pentru aceasta. Al șaselea fiu a fost genul de om care ar fi împușcat un câine vagabond dacă s-ar fi aflat în piața publică. Toți fiii și toate fiicele au fost copii bogați, crescuți în puf, care nu au pus niciodată la îndoială status quo-ul, și nici nu le-a trecut prin cap că nu este drept să exploateze țăranii care le munceau pământul. Deja în 1892, toți copiii lui Tolstoi se răspândiseră în lume, cu excepția celei de-a doua fiice, Maria. Ulterior căsătoriei, și aceasta din urmă a părăsit căminul părintesc. Înconjurat de haos, singura ființă care putea ajunge la sufletul lui Tolstoi era cea de-a treia fiică, Alexandra. Așteptând acasă întoarcerea copiilor săi, pe care de altfel nu i-a înțeles niciodată, Tolstoi a decis să-i primească înapoi cu brațele deschise. |

### Sfârșitul vieții
Contrastul dintre viața lui de liniștită bunăstare și mizeria în care trăia poporul, îl face să sufere din ce în ce mai mult și îl duce la obsedanta idee de a-și părăsi familia și de a se refugia undeva în sudul Rusiei sau în Bulgaria, pentru a duce o viață simplă și liberă.
„Sufăr din ce în ce mai mult, aproape fizicește - scrie Tolstoi în jurnalul său - din cauza inegalității, a bogăției, a prisosului de care ne bucurăm în mijlocul mizeriei și nu sunt în stare să atenuez această inegalitate. Iată unde se ascunde tragismul vieții mele.”—Tolstoi - Din jurnalul său
Acest sfâșietor chin moral îl determină pe Tolstoi ca la 28 octombrie 1910, în vârstă de 82 de ani, să părăsească Iasnaia Poliana, și să plece, împreună cu fiica sa, Alexandra, și medicul D. Makovițki. Nerezistând călătoriei, Tolstoi răcește și moare la 7/20 noiembrie 1910, în mica gară Astapovo. A fost înmormântat la Iasnaia Poliana, așa cum ceruse, în locul unde în copilărie căutase bețișorul fermecat cu ajutorul căruia urma să dăruiască omenirii fericirea.
În timpul Uniunii Sovietice domeniul Iasnaia Poliana a devenit proprietatea statului. În conac și în școala înființată de Tolstoi la Iasnaia Poliana s-au instituit o bibliotecă și un muzeu care au avut greu de suferit de pe urma invaziei naziste. După război urmele distrugerilor au fost înlăturate și Iasnaia Poliana a revenit poporului ca loc de reculegere și de studiu.
În ultima perioadă a vieții, Tolstoi trăiește o puternică criză morală, care îl face să renunțe la avere, să se apropie de viața celor mulți, să caute sensul existenței în iubirea de oameni și - în ciuda măsurilor represive luate de autoritățile țariste - să protesteze prin scris împotriva abuzurilor și să ceară reforme pentru îmbunătățirea sorții celor asupriți. În această perioadă scrie romanul „Învierea” și dramele „Puterea întunericului” și „Cadavrul viu”.

### Înstrăinarea de Biserică, excomunicarea și o înmormântare simplă

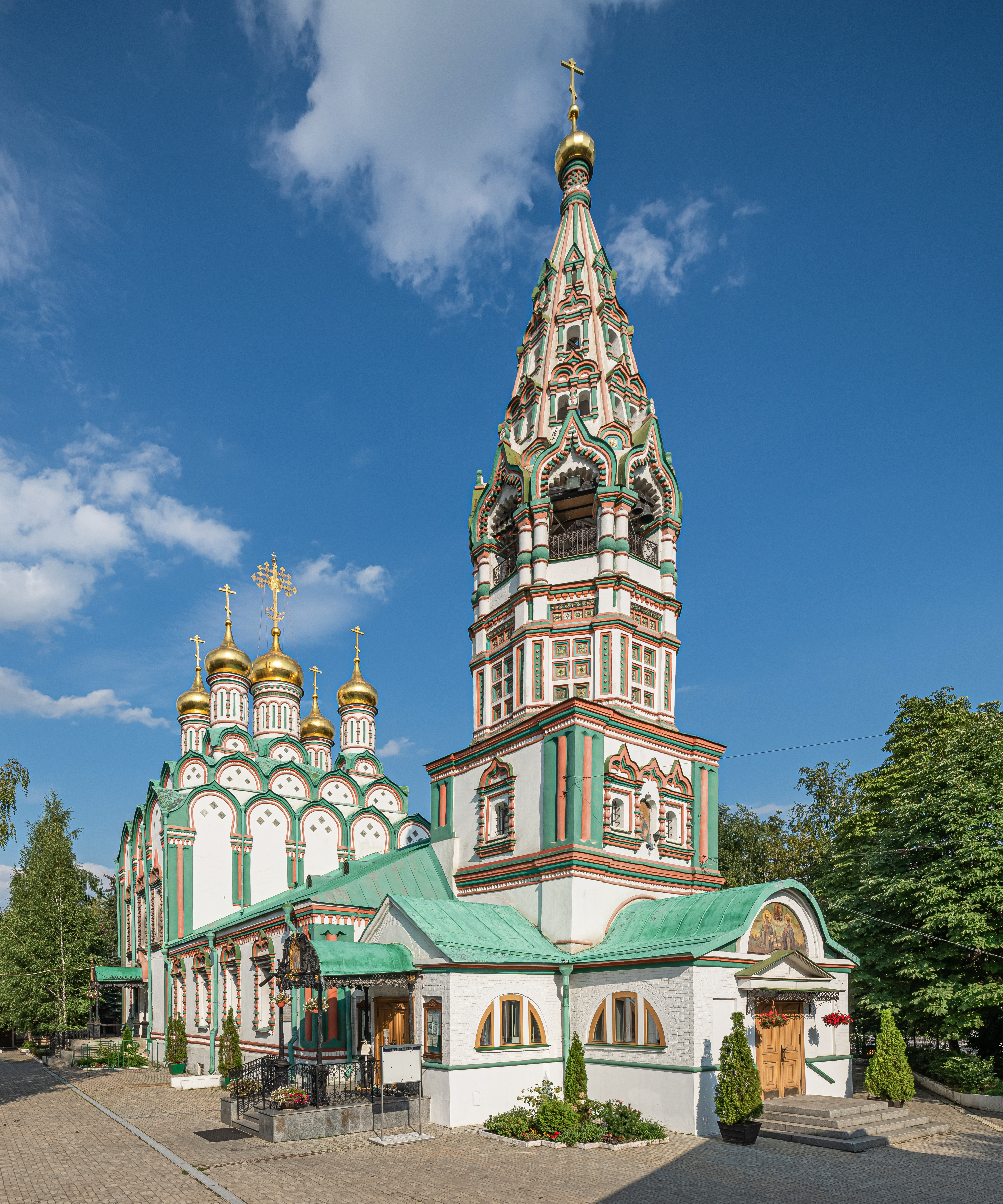
Biserica Sfântul Nicolae în Kamovniki, din parohia căreia făcea parte Tolstoi înainte de a fi excomunicat

Tolstoi începe să critice Biserica Ortodoxă începând cu 1880, în 4 scrieri: „Critica teologiei dogmatice” (1880), „Armonia și traducerea celor patru Evanghelii” (1881), „În ce constă credința mea” (1884) și „Împărăția lui Dumnezeu este înăuntrul vostru” (1893); din cauza cenzurii, nici una nu va putea să fie publicată în Rusia vremii lui.
Ideile scriitorului derivau din experiența sa de viață, dar și din cercetarea minuțioasă a Bibliei: Tolstoi și-a procurat o copie după textul grec, cum era el compilat din diverse manuscrise de către J. J. Griesbach, și l-a comparat cu textul Bibliei oficiale a Bisericii Ortodoxe; pe baza lecturii critice, Tolstoi își întocmește, ca și Jefferson cândva, o Biblie personală, „curățată” de „noroiul și mocirla” miracolelor și supranaturalului; în esență, critica scriitorului la adresa Bisericii Ortodoxe era că aceasta concentrează atenția oamenilor pe ritualuri și dogme absurde, ca să cultive dezinteresul pentru singurul lucru care era cu adevărat important, anume învățătura etică a lui Iisus Hristos.
Ca și Newton și Jefferson înaintea lui, Tolstoi respinge credința în Sfânta Treime; el neagă dogma lui Iisus ca mântuitor al omenirii, învierea din morți, nașterea din fecioară, viața după moarte și judecata de apoi.
Teologii ortodocși care au luat apărarea lui Tolstoi, precum Ostrumov, Ekzempliarschi și Krapovițki, considerau că dacă învățăturile scriitorului pot fi nocive pentru copii și oamenii simpli, pentru că ele pot nărui credința acestora, pentru adulții instruiți ele sunt utile, întrucât pun în relief gravele anormalități în societate, în stat, în biserică și în familie. Mitropolitul Antonii se întreba și el retoric: „L-am criticat pe Tolstoi pentru că a denaturat ortodoxia, însă i-am arătat noi în viața de zi cu zi, adevărul acesteia?” Viața fără Dumnezeu a creștinilor ortodocși din vremea lui Tolstoi nu reprezenta decât o bătaie de joc a credinței și furniza solul fertil pentru niște eretici ca el. Dealtfel, Vasilii Ekzempliarski, un profesor de patristică la Academia Teologică din Kiev, considera că învățătura etică a lui Tolstoi este în complet acord cu aceea a Sfântului Ioan Gură-de-Aur, și că ținând cont de faptul că toți ceilalți Sfinți Părinți ai bisericii creștine timpurii au fost și ei de acord cu Gură-de-Aur, practic mesajul social al lui Tolstoi coincide cu învățătura adevăratei ortodoxii.
Ekzempliarski considera că teologia rusă este principala vinovată de scandal, pentru că a deviat de la învățătura socială a lui Hristos, și pentru că gândirea teologică rusească s-a murdărit încercând să dovedească că învățătura Evangheliei aprobă iobăgia și pedeapsa corporală, opulența bogaților și pedeapsa capitală, măsurile coercitive contra conștiinței oamenilor și multe alte lucruri. Profesorul considera că există o paralelă între destinul lui Gură-de-Aur, alungat cândva în exil de către bogații Constantinopolului, și excomunicarea lui Tolstoi din rândul credincioșilor de către Biserica Ortodoxă Rusă. Sergei Bulgakov, un teolog ortodox, filozof și economist, s-a arătat și el scandalizat de faptul că Biserica Ortodoxă a fost capabilă de atât zel în cazul lui Tolstoi, cât timp aceasta a rămas atât amar de vreme tolerantă cu maimuțărelile șarlatanului religios Grigorii Rasputin.
Sfântul Sinod îl excomunicase pe scriitor din sânul Bisericii pravoslavnice, interzicând înmormântarea sa religioasă fără o prealabilă căință. De la această decizie, exact de la începutul noului secol (al XX-lea), înfruntarea directă dintre excomunicat și excomunicatori avea să ia proporții uriașe. Tolstoi și-a cunoscut adversarii, de aceea și-a luat toate măsurile de precauție pentru a nu fi cumva păcălit într-un moment, când nu s-ar mai fi putut împotrivi. În anul premergător morții, el declara solemn:
„...nu pot să mă întorc la Biserică, să mă împărtășesc înainte de moarte, la fel cum n-aș putea înainte morții rosti vorbe nerușinate sau privi poze pornografice, și, de aceea, tot ce se spune despre căința mea și împărtășania mea înainte de moarte - e o minciună.”—L. N. Tolstoi
Pe măsură ce avansau pregătirile pentru sărbătorirea celei de-a optzecea zile de naștere a scriitorului, guvernul și biserica au devenit mai indulgente față de intervențiile sale în viața publică a țării. În Rusia soseau scrisori, telegrame și vizite din toate colțurile lumii, mulțimi de scriitori și filozofi dorind să celebreze longevitatea gânditorului rus.
Chiar și în 1909, Tolstoi era în formă. Își continua clasicele proteste la adresa acțiunilor guvernului și ale bisericii, lucrând în același timp la un nou roman. Era implicat intens în tot ceea ce se petrecea în jurul lui. Tolstoi făcea eforturi susținute să compună și să își transfere manuscrisele către editura Intermediarul, spre nemulțumirea soției sale care nu era în relații bune cu Certkov, directorul editurii amintite mai sus. Disensiunile au continuat și în anul următor, iar Tolstoi a început să aibă în vedere părăsirea căminului pentru totdeauna.

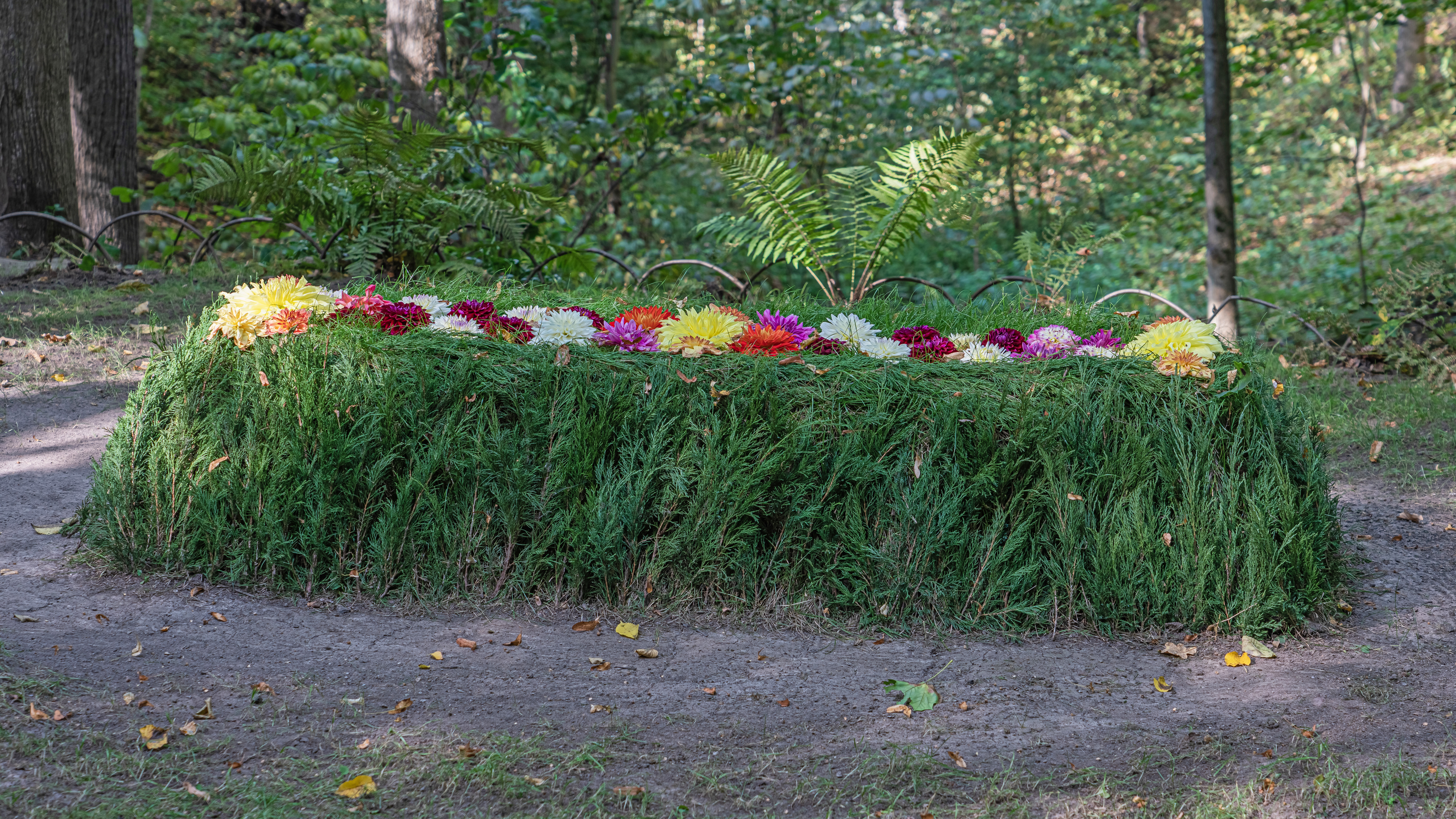
Mormântul lui Tolstoi de la Iasnaia Poliana

Astfel, la 28 octombrie 1910, la ora șase dimineața, Tolstoi a plecat de acasă însoțit de secretara sa. Fiica Alexandra i s-a alăturat două zile mai târziu. De teamă să nu fie urmărit, scriitorul a decis să se îndrepte către o mânăstire, însă la mijlocul drumului a abandonat traseul rămânând într-o stație de tren.
Grăbindu-se să i se alăture, la auzul înrăutățirii stării sale de sănătate, copiii i-au stat la căpătâi până în zorii zilei de 7 noiembrie (20 noiembrie pe stil vechi), când pneumonia l-a doborât.
După evadarea de la Iasnaia Poliana și îmbolnăvirea sa la Astapovo, s-au întreprins ultimele încercări de împăcare cu biserica. Într-o telegramă a mitropolitului Antonie din Petersburg i se propune întoarcerea în sânul Bisericii, însă scriitorul refuză ferm. După moarte, arhiereul Parfenie, venit special de la Tula, se interesează dacă Tolstoi nu și-a exprimat cumva dorința de a se întoarce la Biserică. Vice-directorul Departamentului Poliției, de față și el pentru a preveni eventualele tulburări, anunță insuccesul lui Parfenie: nimeni din familia scriitorului nu confirmă dorința împăcării lui Tolstoi cu Biserica. Ceremonia de doliu este, potrivit prevederilor exprese ale defunctului, dintre cele mai simple cu putință. Fără fast, fără forme exterioare. În noaptea de 7 noiembrie are un nou atac de cord. I se administrează morfină. În jurul orei 5 dimineața i se permite Sofiei Andreievna să-și vadă soțul muribund. Tolstoi moare la orele 6. La 8:30 începe pelerinajul prin fața corpului neînsuflețit. La orele 12:00 are loc ceremonia de doliu. Se cântă veșnica pomenire. Pe 8 noiembrie sicriul cu corpul neînsuflețit al lui Tolstoi e transportat de la Astapovo la Iasnaia Poliana, unde ajunge în ziua următoare la orele 10 dimineața. Pe 9 noiembrie între orele 11:45 și 14:15, mii de oameni își iau rămas-bun de la Tolstoi. La orele 15:00 are loc înhumarea lui Tolstoi în pădurea Zakaz, în locul dorit de el.
Dacă Dostoievski a avut parte de o înmormântare aristocratică, aristocratul Tolstoi a avut parte de una simplă. Primul a fost iertat de Biserică pentru păcatele lui. Al doilea nu a iertat niciodată Biserica pentru păcatele ei.

## Opera literară
„Literele compun cuvintele, cuvintele compun frazele: dar sentimentele cum să le exprimi? Cum să transmiți în mod nemijlocit altora propriile tale impresii!”—L. N. Tolstoi - Din jurnalul său

Cei mai cunoscuți colaboratori ai ziarului Sovremennik în 1856 (stând în picioare, de la stânga la dreapta): Lev Tolstoi, Dmitri Grigorovici (stând pe scaun, de la stânga la dreapta): Ivan Goncearov, Ivan Turgheniev, Alexandr Drujinin și Alexandr Ostrovski.

Într-adevăr, operele lui Tolstoi - una din culmile cele mai înalte ale realismului mondial - nu sunt doar rezultate ale observației obiective, ci transmit mai ales experiențe proprii, prin acele multe situații reprezentate în opere și trăite personal de autor, prin personaje inspirate de membri ai familiei sale, de pildă, sau altele care îi exprimă măcar parțial ideile, sentimentele, ori un fragment din viața sa personală (Olenin din „Cazacii”, Levin din „Anna Karenina”, Andrei și Pierre, din „Război și pace”). Aspectele materiale exterioare îl interesează foarte puțin, cele etnografice sau pitorești aproape deloc. Ceea ce primează la Tolstoi este experiența personală și studiul psihologic.
Este chiar cazul primelor sale povestiri („Copilăria”, „Adolescența”, „Tinerețea”; „Diminețile unui moșier” etc.): este observat, într-adevăr, detaliul realist semnificativ, dar este insistent transcrisă și poezia amintirilor, sau este relatată experiența socială încercată de scriitor pe moșia sa. În Caucaz, pătruns profund de farmecul naturii (plasticitatea descrierilor de natură prevalează în această primă fază a creației tolstoiene), al vieții simple și al oamenilor săi - factori care produc asupra sa efectul unei regenerări spirituale - Tolstoi creează figura (un alter-ego al său) protagonistului din povestirea „Cazacii”. O serie de alte povestiri vor fi parcă ilustrări ale ideii rousseauiste despre superioritatea omului natural asupra omului produs al civilizației citadine.
Între 1863 și 1877, Tolstoi a scris cele două mari capodopere, „Război și pace” (1869) și „Anna Karenina” (1877). Prima redă evenimentele din timpul invaziei lui Napoleon văzută prin prisma destinului câtorva familii rusești și în special prin ochii a două personaje, prințul Andrei Bolkonski și Pierre Bezuhov, care încearcă să descopere sensul vieții. Cea de-a doua, reprezentând una dintre cele mai mărețe povești de dragoste din literatura mondială, ilustrează iubirea adulteră a Annei Karenina și a contelui Alexei Vronski care duce la distrugerea Annei, ca urmare a refuzului acesteia de a se conforma valorilor ipocrite ale moralei clasei superioare. În paralel cu tragedia Annei, Levin încearcă să descopere o alternativă a vieții sociale pe care o întrezărește în viața casnică, alături de țăranii de pe moșia sa.

### Război și pace
Tolstoi a lucrat la „Război și pace” timp de șase ani: din 1863 până în 1869, pornind de la diverse fragmente pe care le avea de câțiva ani, astfel dezvoltând povestea și personajul eroului principal, un tânăr decembrist. Păstrând doar frânturi din ideile inițiale despre intrigă și schimbând cadrul narativ la războaiele napoleoniene, a început să contureze o operă de ficțiune istorică. Compozițional, imensa varietate de figuri (peste 550) și episoade este arhitecturată sub formă de cronică a vieții, în principal a câtorva familii din înalta nobilime rusă. 

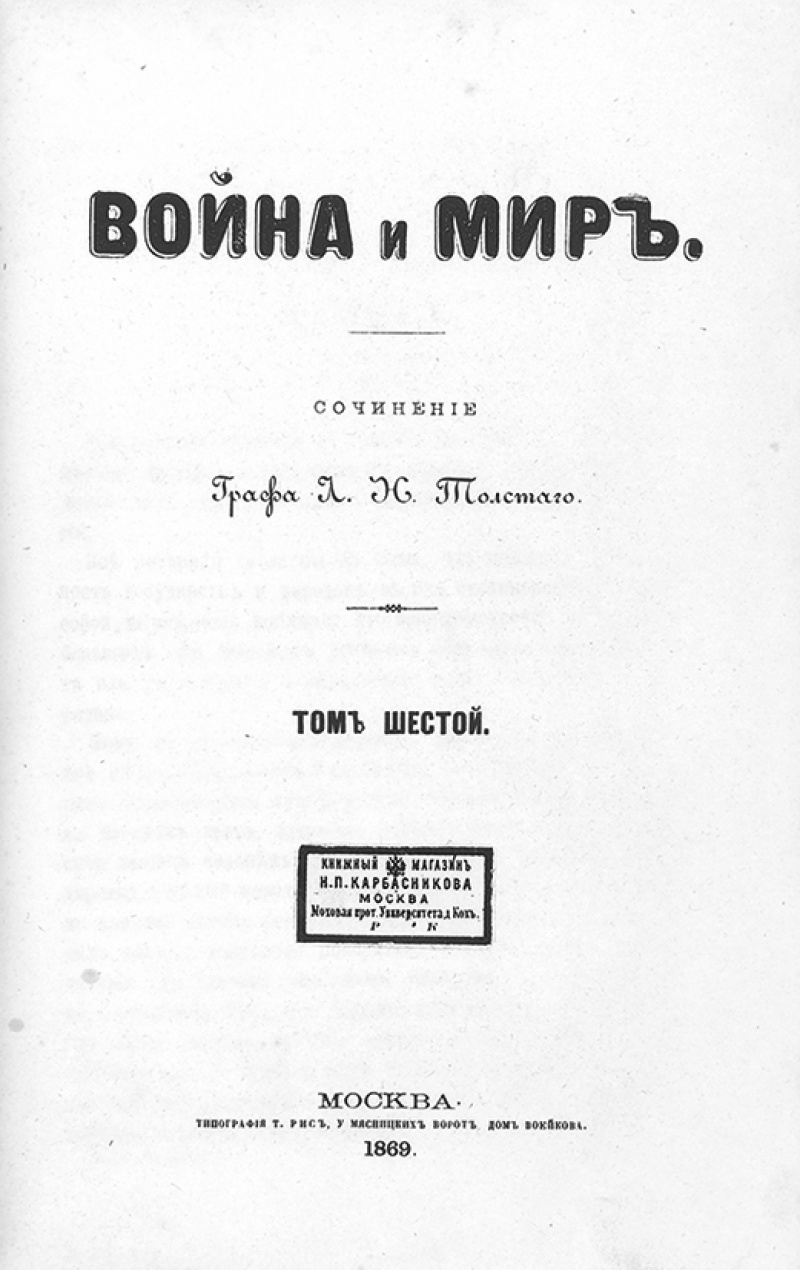
Coperta primei ediții a romanului „Război și pace”

Concentrându-se asupra membrilor a două familii importante, Bolkonski și Rostov, „Război și pace” folosește istoriile lor individuale pentru a portretiza Rusia în pragul unui conflict apocaliptic cu Franța lui Napoleon Bonaparte. Evenimentele împing repede personajele centrale spre confruntarea inevitabilă. Nici un alt scriitor nu se compară cu Tolstoi în amploarea viziunii epice, ce cuprinde stările sufletești prin care trec orașe întregi, mișcările armatelor, prevestirile de rău augur ce planează asupra întregii societăți.

La 19 martie 1865 scriitorul nota în jurnalul său: 
„Mă pasionează istoria lui Napoleon și Alexandru. Ideea de a scrie o istorie psihologică - romanul lui Napoleon și Alexandru - conștiința posibilității de a face un lucru mare m-a cuprins acum ca un nor de bucurie. Toată mârșăvia, toată vorbăria, toată nebunia, toate contradicțiile din sufletul oamenilor care i-au înconjurat și din ei înșiși.”—Tolstoi, Jurnalul său
Dintre numeroasele personaje perfect desenate, un relief deosebit îl capătă prințul Andrei Bolkonski, contele Pierre Bezuhov și Natașa Rostova. Primul este un om inteligent și cult, voluntar și energic, generos și sincer, onest și cu o bogată viața interioară, dar care - conștient de inevitabilul declin al clasei căreia îi aparține și dezamăgit de mediul căruia nu i se poate adapta, deși caută, zadarnic, să dea prin acțiune, un sens vieții - cade în pesimism. Pierre Bezuhov este un caracter total diferit: timid și lipsit de voință, sentimental și aplecat spre visare, fără simț practic și spirit de inițiativă, snob deși îi displace stilul de viață al aristocrației; de asemenea, un om preocupat de dreptatea socială, ajungând până la atitudini protestatare. Tolstoi l-a învestit cu anumite caractere care îi erau proprii lui, în timp ce altele le-a proiectat asupra lui Andrei. Bolkonski este un fel de om al „Secolului luminilor”, în timp ce Bezuhov pare a fi - asemeni scriitorului - un discipol al lui J.J.Rousseau. Natașa (considerată de critici ca fiind una din cele mai bine realizate personaje feminine din întreaga literatură universală) reprezintă idealul feminin tolstoian: spontană și simplă, delicată și afectuoasă, devotată familiei.
În timpul celui De-al Doilea Război Mondial și al invaziei naziste, Tolstoi a fost autorul cel mai publicat în Rusia, iar pasaje relevante din „Război și pace” erau afișate pe străzile Moscovei pentru a servi drept pilda de eroism. Deși atât „Război și pace”, cât și Anna Karenina sunt puternic ancorate în spațiul și vremea lor, nici unul dintre ele nu este limitat de acestea, căci Tolstoi urmărește dezvăluirea unor adevăruri mai ample ale istoriei și naturii umane.

### Anna Karenina

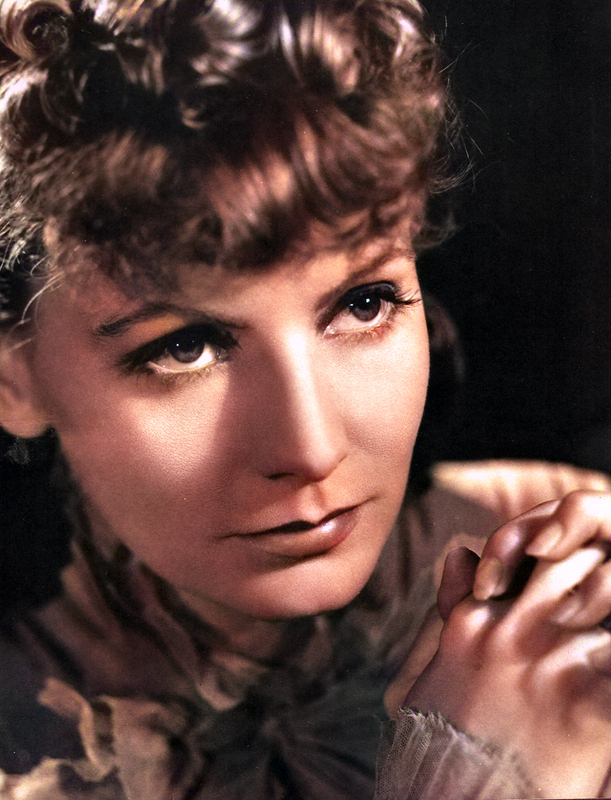
Succesul ecranizării din 1935 a romanului lui Tolstoi a făcut din Greta Garbo imaginea Annei Karenina, cunoscută în toată lumea.

În 1873, Tolstoi a început să lucreze la următorul lui roman de mari proporții, inspirat parțial din niște evenimente ce au avut loc la o moșie învecinată, unde amanta respinsă a unui nobil s-a sinucis aruncându-se în fața unui tren. Acest subiect, pe fundalul recitirii poeziilor lui Pușkin copiilor săi l-a inspirat să scrie despre o familie cu adevărat nefericită.
După câteva luni, la finalizarea manuscrisului, în loc să prezinte carte în forma finală, Tolstoi a decis să dezvolte și să elaboreze textul încă și mai mult. După corectarea și trimiterea acestui exemplar la tipărit, a decis să editeze și să dezvolte textul încă o dată. Stilul lui Tolstoi a fost mereu așa. Fiecare nouă idee îi părea mai strălucită decât cea anterioară și trebuia să revină pe text și să-l corecteze. Totuși, când forma finală a acestui roman ce descria istoria tragică a unei familii a ajuns să fie tipărită, aproape jumătate din text a fost tăiat, iar întârzierile de tipărire erau inevitabile. În 1877, romanul a fost publicat în cele din urmă în întregime.
„Toate familiile fericite seamănă între ele, fiecare familie nefericită este nefericită în felul ei.” Astfel începe romanul, scris și editat cu minuțiozitate, reflectând modul în care autorul percepea dragostea și tragedia.
Răzvrătita Anna Karenina dă frâu liber pasiunii pentru un ofițer îndrăzneț, contele Vronski, și își părăsește căminul lipsit de dragoste pentru a se arunca în brațele unei iubiri pasionale, dar sortite eșecului. Ea își sacrifică astfel copilul și se supune condamnării de către înalta societate moscovită. Povestea tragică a Annei este întrețesută și contrastează cu idila și căsătoria dintre Constantin Levin și Kitty Șcerbațkaia, foarte asemănătoare cu cea dintre Tolstoi și soția sa. Căutând adevărul, Levin își exprimă opiniile despre societatea contemporană, politică și religie, care sunt adesea considerate ca aparținând autorului.
Cu acest roman, atenția lui Tolstoi se îndreaptă spre viața contemporană. În raport cu „Război și pace”, aici sfera de realități și probleme se restrânge: este un roman al vieții de familie. Totuși, cadrul social (romanul are circa 150 de personaje) este și aici amplu și atent investigat. Prezentând nu doar o poveste de dragoste, ci și idei filozofice despre societate, romanul încearcă să evidențieze aspecte umanitare, sensul și scopul vieții, condițiile morale ale căsătoriei și vieții de familie, relația dintre viața și moarte, dintre iubire și fericire. Privirile scriitorului se extind însă și asupra unui câmp social vast, cuprinzând negustori, intelectuali, țărani, etc.
„Anna Karenina” este considerat cel mai „cinematografic” roman al lui Tolstoi, beneficiind de numeroase ecranizări. Nefericita Anna a fost întruchipată de actrițe celebre: Greta Garbo (1935), Vivien Leigh (1948), Jacqueline Bisset (1985), Sophie Marceau (1997), Keira Knightley (2012).

### Învierea

Învierea, 1900

Între anii 1889—1899, Tolstoi scrie cel de-al treilea roman, „Învierea”, inspirat din viața epocii și având o tematică profund socială și politică. Fiind scris într-o epocă de creștere a avântului revoluționar premergător revoluției din 1905, romanul are un ascuțit caracter demascator și capătă o mare forță generalizatoare.
Prințul Nehliudov este numit membru într-o comisie de jurați, întrunită pentru a judeca și condamna o prostituată acuzată de crimă. O recunoaște: este chiar Katiușa Maslova, fosta servitoare a familiei sale, pe care el a sedus-o, împingând-o astfel până la ultima treaptă a decăderii. Pradă unor atroce remușcări, Nehliudov renunță la moșii și la viața mondenă, o urmează pe condamnată în Siberia, iar după ce îi obține grațierea, îi cere, spre a-și ispăși greșeala față de ea, să se căsătorească cu el. Ea refuză, iar Nehliudov rămâne să mediteze asupra adevărurilor Evangheliei.
Punând în centrul atenției autodesăvârșirea Katiușei și încercările lui Nehliudov de a începe o viață nouă, Tolstoi arată în același timp mizeria în care trăiau oamenii simpli, satul căzut în ruină, închisoarea țaristă și deținuții ei, deportarea în Siberia, demască ipocrizia bisericii, justiția, corupția aparatului de stat țarist. În acțiunea romanului, Tolstoi a introdus oameni din cele mai felurite categorii sociale. El a zugrăvit și vârfurile nobilimii, și preoțimea, și funcționărimea, și ofițerimea, și negustorimea, și lumea meseriașilor și pe cea a mujicilor, încercând chiar să creeze tipuri de revoluționari, prezentându-i cu simpatie îndeosebi pe narodnici, în timp ce față de social-democrați are rezerve și își manifestă chiar dezacordul și lipsa de înțelegere.
Cu o influență în toată lumea, romanul „Învierea” a reușit, în cele din urmă, să înfurie Biserica Ortodoxă. Această lucrare a determinat Biserica să-i refuze lui Tolstoi toate sfintele taine, inclusiv împărtășania, pentru tot restul vieții. Astfel, scriitorul a primit cu furie știrea cu privire la excomunicarea sa din sânul Bisericii în februarie 1901.

### Scrieri filozofice
În 1879, lăsând deoparte literatura, Tolstoi a început să scrie filozofie creștină, printre operele sale numărându-se „Confesiunile”, „Critica teologiei dogmatice”, „Scurtă expunere a Evangheliei” și „În ce constă credința mea”, lucrări unde autorul își prezintă propriile interpretări religioase. În această perioadă a publicat și „Cu ce trăiesc oamenii”, o serie de povești populare, incluzând „Ivan cel prost”.
În 1882, în urma participării la recensământul din Moscova, el a ajuns la concluzia că lucrul cel mai important pe care îl făceau oamenii era munca fizică precum cea a țăranilor de pe moșie. Astfel de idei despre importanța vieții simple de subzistență au devenit mai târziu principiile de bază ale mișcării cunoscute sub numele de tolstoism.

## Ideile filozofice și estetice. Tolstoismul.

Tolstoi la biroul său din Iasnaia Poliana. Din cauza miopiei, a tăiat picioarele scaunului, astfel ca fața sa să fie situată în apropierea suprafeței biroului. Portret realizat de Nikolai Gay în 1884.

Spre sfârșitul vieții, Tolstoi caută din ce în ce mai atent înțelepciunea supremă și mântuitoare. O caută în sine, în mujici, în gândurile oamenilor înțelepți. Frecventa vechea filozofie chineză, indiană, ebraică, creștină. Caută răspunsuri în operele unor gânditori și profeți precum Buddha, Lao Zi, Isaia, Iisus. Dintre cei moderni, îi prefera pe Pascal, Kant, Gandhi. Îi displăceau, în schimb, autorii „la modă”, un Schopenhauer, un Nietzsche, sau rușii care puteau fi suspectați de decadență. Citind „Dama de pica” (de Pușkin), exclamă:
„Ce ciudat, au fost Pușkin, Lermontov, Dostoievski...Iar acum cine mai sunt? Mai e Cehov, plăcut dar fără de conținut, deși un adevărat artist. După care urmează tot acest îngâmfat fleac decadent. Mai ales îngâmfat!”—Tolstoi - Din jurnalul său
Insistența lui Tolstoi în promovarea pacifismului și împotrivirea față de război au dus, în cele din urmă, la întemeierea școlii de gândire tolstoiste. În realitate, Tolstoi a încercat să își trăiască filozofia, luptând pentru sprijinirea victimelor foametei, donând bani pentru protejarea celor oprimați, și susținând prin alte mijloace recucerirea păcii.

### Interpretarea personală a creștinismului
După 1880, Tolstoi scrie o mulțime de broșuri în care își expune noile idei asupra religiei, bisericii, artei, școlii, educației, vieții, muncii, progresului, patriotismului, guvernului, militarismului, chestiunii agrare etc., scrieri care constituie ceea ce s-a numit „tolstoism”. Inițial, Tolstoi a fost un raționalist. Tendințele raționaliste l-au ajutat ca scriitor, să prezinte critic aspectele negative ale vieții ruse. Totodată trebuie amintită și permanenta sa adeziune la ideile lui J. J. Rousseau.

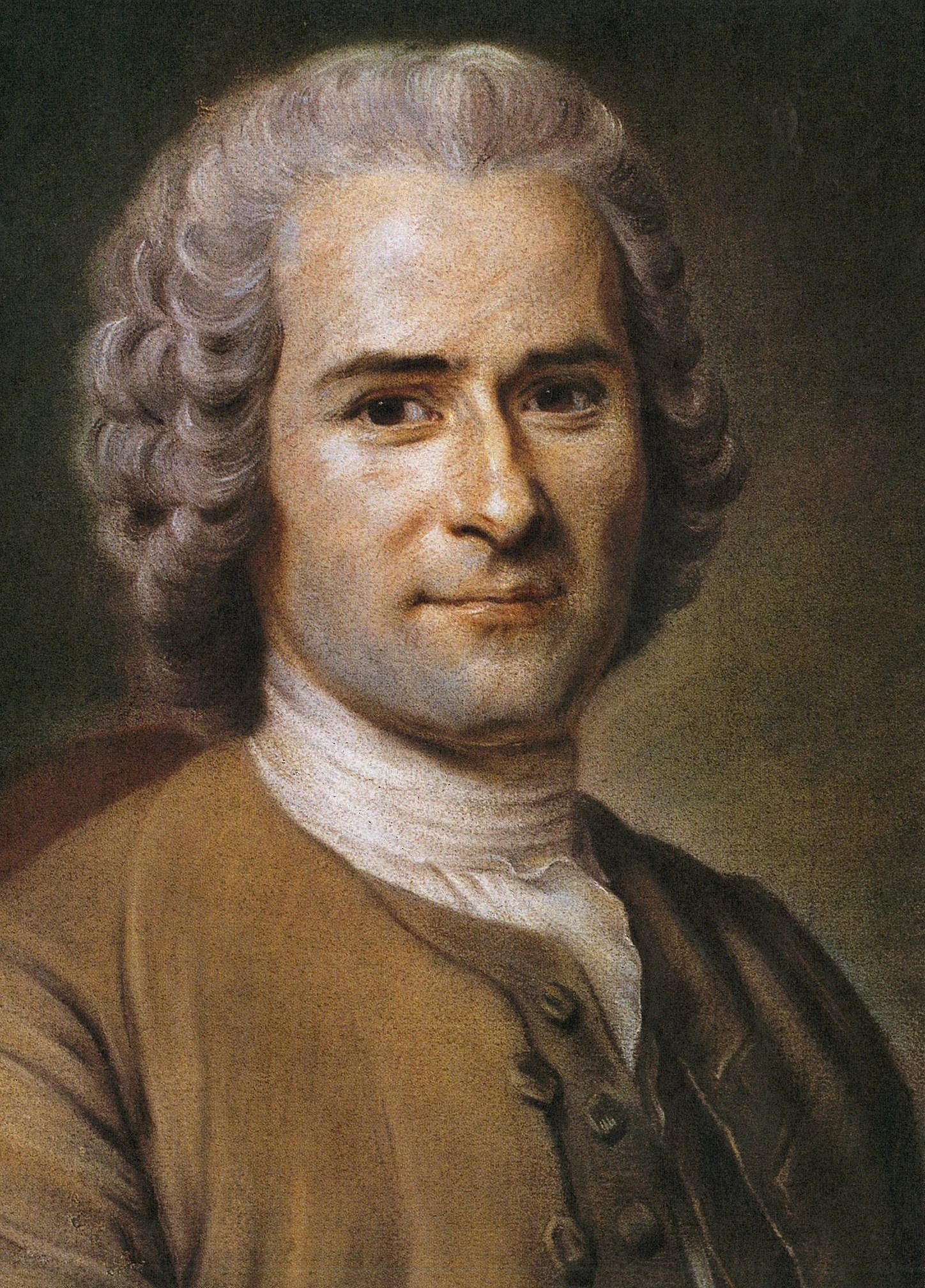
Jean-Jacques Rousseau - un model ideologic și artistic pentru Lev Nikolaevici

Convingerile filantropice ale scriitorului au început să iasă la iveală în jurul vârstei de cincizeci de ani. În tinerețe, obișnuia să se îmbete cu plăcerile vieții, scrisul era o distracție, însă în intervalul 1873 - 1875 și-a pierdut al cincilea și al șaselea fiu, pruncul care i-ar fi fost a treia fiică, precum și două mătuși. Punându-i în pericol viața fericită, teama de moarte a pus stăpânire din ce în ce mai mult pe gândurile lui Tolstoi, ajungând să se gândească la sinucidere ca la singura modalitate de a avea control asupra propriei sorți. Din acel moment, a început să caute răspunsuri în religie, însă nu în credința care i-a fost predicată din copilărie, cea a Bisericii Ortodoxe Ruse. Biserica pe care o cunoștea nu era altceva decât o proteză pentru Țar, care sprijinea războiul și promova validitatea pedepsei cu moartea. Pur și simplu, nu putea să creadă într-o biserică ce propovăduia iubirea și milostenia Domnului la slujba de duminică, pentru ca în restul săptămânii să accepte crima.
Astfel, Tolstoi a întreprins propriile cercetări, și a descoperit Scripturile, fără să creadă însă în învierea lui Iisus, în Sfânta Treime sau în profeții. Din întreaga Evanghelie, singurul lucru pe care l-a găsit demn de reținut a fost Predica de pe Munte, și porunca lui Iisus Hristos de a ne împotrivi răului. În urma cercetărilor, în 1879, Tolstoi a scris o serie de lucrări unde își concentrează eforturile în analiza credinței. Aceste idei radicale cu privire la biserică au stârnit confuzie în rândul prietenilor, și iritarea soției sale, Sofia.
În fapt, problemele conjugale ale lui Tolstoi au început cu mult înaintea acestui moment, cu accese de gelozie ale soției, față de o veche iubită. Dincolo de acestea, faptul că „viitorul omenirii” avea întotdeauna prioritate față de propria familie a dus la disensiuni nesfârșite. Cu cât se afunda mai mult în studiul interpretării doctrinei creștine, cu atât scriitorul era mai dezgustat de stilul de viață decadent al celor bogați și alte apucături similare specifice timpurilor sale, astfel că a început să acorde sprijin refugiaților și să protesteze cu și mai multă ardoare împotriva acțiunilor guvernului.
Urmărit de guvern pentru idealurile sale anarhice, Tolstoi și-a făcut prieteni noi, care îi împărtășeau viziunea; soția sa însă, veșnic rațională, a ajuns să îi urască pe acești noi prieteni periculoși. Simțea cu stringență nevoia de a-și proteja copiii de ideile periculoase și neortodoxe ale soțului său cu privire la viață și moralitate. Inflexibilitatea filozofică a lui Tolstoi, l-a determinat pe acesta să îi cedeze soției sale administrarea gospodăriei, forțându-l să își susțină întrunirile și evenimentele activiste în altă locație. Cu dorința arzătoare de a îi elibera pe iobagi, a decis să renunțe la viața sa de moșier în favoarea celei de muncitor al pământului. În concepția sa, în aceasta constă tolstoismul - nu în ritualuri de venerare și de confesiune tipice religiilor, ci în traiul simplu și cinstit, ca fermier sau muncitor. Un exemplu al acestei filozofii a fost detaliat în povestea populară „Doi bătrâni”. Astfel, pentru a sluji din tot sufletul divinitatea, mai degrabă decât de a pleca în pelerinaj la Ierusalim, este important să îi hrănești pe cei flămânzi, să duci o viață simplă și onestă lucrând pământul.
Tolstoi considera că a fi creștin este incompatibil cu a sluji un guvern. Conform lui nu poate exista guvern creștin: valorile creștine sunt incompatibile cu faptul de a guverna.
În ultimii ani, Tolstoi, în dorința de a aprofunda educația populației cu privirea la filozofia sa, l-a ales ca partener pe Certkov. Foarte asemănător cu Tolstoi, Certkov se născuse într-o familie bună, luptase în armata rusă, iar acum dorea emanciparea iobagilor. Cei doi au pornit astfel un proces de educare atât a celor sărmani cât și a iobagilor, în vederea demarării acelor schimbări pe care le doreau pentru națiunea lor. Pentru a promova viziunea tolstoistă, cei doi au înființat editura „Intermediarul”.
„Să nu te împotrivești răului prin forță.” - este lozinca sa, care, implicit, condamnă orice acțiune revoluționară.
| O prietenie tensionată Prima persoană care l-a vizitat pe Tolstoi la întoarcerea în Sankt Petersburg din Războiul Crimeii a fost Turgheniev (foto). Faimos deja pentru propriile sale opere, Turgheniev era fascinat de stilul puternic al acestuia, și de descrierile bogate ale decorului, deși era doar prima dată când s-au văzut. Încă de la început, Turgheniev s-a înțeles bine cu tânărul scriitor. De-a lungul timpului cei doi s-au tot certat. Unul dintre motive era sora mai mică a lui Tolstoi, Maria. Aceasta, care tocmai divorțase, se îndrăgostise de Turgheniev căruia din păcate îi era teribil de frică de căsătorie. Un alt motiv îl constituia diferențele de stil. Deși Turgheniev admira puternic stilul lui Tolstoi, sentimentul nu era reciproc. În 1861, Tolstoi și-a ieșit din fire și l-a provocat pe Turgheniev la duel. Nu și-au mai vorbit până când Tolstoi nu i-a scris o scrisoare prin care își cerea scuze, șaptesprezece ani mai târziu. Deși au avut certurile lor, indiferent care era situația între ei, Turgheniev era mereu dispus să îi ia apărarea încăpățânatului său amic. |

## Tolstoi și Dostoievski
Tolstoi și Dostoievski sunt cei mai importanți exponenți ai literaturii ruse, în special a celei din secolul al XIX-lea. Celor doi le-a fost dat să remarce și să înțeleagă măreția celuilalt. Este cunoscut faptul că Dostoievski a citit și a apreciat nespus romanul „Anna Karenina”. „Jurnalul unui scriitor” era publicat foileton în revista „Cetățeanul”. Dostoievski era deja un scriitor consacrat, cu mai multe romane publicate. La acel moment era considerat de mulți ca fiind romancierul lor favorit, atât pentru temele profunde cât și pentru stilul său. Privind în urmă, a declarat întotdeauna că „Anna Karenina” l-a influențat profund în conceperea „Fraților Karamazov”. În 1880, într-un discurs susținut cu ocazia inaugurării unui monument în amintirea lui Pușkin, Dostoievski a dobândit și mai multă notorietate, declarând că „a fi cu adevărat rus înseamnă a te înfrăți cu toată lumea”. În fapt, discursul îi fusese solicitat lui Tolstoi, dar Dostoievski s-a propus, ca voluntar, să îl substituie, pentru a-l salva de la o asemenea corvoadă.

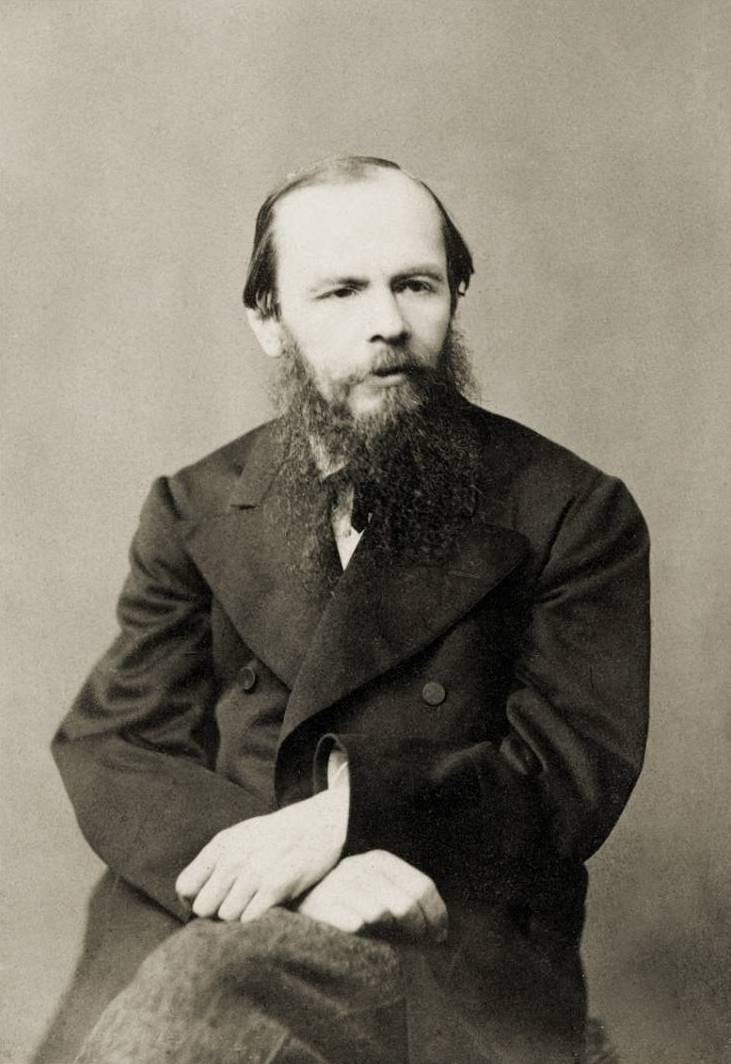
F. M. Dostoievski - la fel ca și Tolstoi, unul dintre importanții scriitori ruși

Dostoievski a murit anul următor, în 1881. Continuând să recunoască valoarea rivalului, Tolstoi a deplâns profund pierderea unui om pe care nici măcar nu a ajuns să îl cunoască. Mai mult, după moartea sa, văduva lui Dostoievski, Anna, s-a împrietenit cu soția lui Tolstoi, Sofia. În 1910, când Tolstoi a trecut în neființă, pe noptiera de lângă patul de moarte se odihnea un exemplar al romanului „Frații Karamazov”, scris de Dostoievski.

### Deși contemporani, Tolstoi și Dostoievski nu s-au cunoscut niciodată
Deși au fost contemporani, Tolstoi și Dostoievski n-au avut ocazia să se cunoască, sau nu au vrut, deși ambii își exprimau mereu dorința de a-l vedea pe celălalt. Două au fost momentele când o întâlnire dintre ei ar fi putut avea loc.
În 1878 la Petersburg stârnise mare vâlvă un ciclu de prelegeri ținute de filozoful Vladimir Soloviov. Atât Dostoievski cât și Tolstoi se numărau printre auditori. Tolstoi venise la această conferință însoțit de Nikolai Strahov, personaj care ar fi putut să mijlocească un contact direct între cei doi scriitori, pentru că îi era prieten foarte apropiat și lui Dostoievski. Însă Tolstoi l-a rugat pe Strahov ca în acea zi să nu-i facă cunoștință cu nimeni, astfel încât, cei doi i-au evitat pe prietenii lor.
În Amintirile sale despre F.M. Dostoievski, Anna Dostoievskaia descrie momentul vizitei lui Strahov la ei după lecția ținută de Soloviov. Strahov este întrebat de Anna Dostoievskaia de ce i-a ocolit la ultima lecție a lui Soloviov.
|  | -A, a fost o situație specială, râse Strahov. Nu v-am ocolit numai pe dumneavoastră, i-am ocolit pe toți cunoscuții. Împreună cu mine a venit la lecție contele Lev Nikolaevici Tolstoi. M-a rugat să nu-i fac cunoștință cu nimeni, de asta am și evitat pe toată lumea. -Cum! A fost Tolstoi cu dumneata? exclamă Feodor Mihailovici cu o uimire amară. Ce rău imi pare că nu l-am văzut! Bineînțeles, n-aș fi insistat să-i fiu prezentat, dacă omul nu voia. Dar de ce nu mi-ai șoptit că e cu dumneata? M-aș fi uitat la el! -Doar îl știți din fotografii, râse Nikolai Nikolaievici. -Ce fotografii, parcă ele redau omul? E cu totul altceva când îl vezi în carne și oase. Uneori ajunge și o privire, ca să-ți rămână în inimă un om pentru toată viața. N-o să-ți iert niciodată, Nikolai Nikolaevici, că nu mi l-ai arătat! Și mai târziu Feodor Mihailovici și-a exprimat nu o dată regretul că nu-l cunoaștea pe Tolstoi personal. | — Fragment din Amintirile A. Dostoievskaia despre F.M. Dostoievski |

Două linii de viață s-au încrucișat pentru o unică oră într-un punct simbolic. Răgaz al unor drumuri geografico-spirituale, de care nici unul nu a luat cunoștință. Sau nu a dorit să ia cunoștință.
A doua întâlnire între cei doi scriitori ar fi putut avea loc o dată cu celebrarea memoriei lui Puskin, la 8 iunie 1880, unde Dostoievski a ținut un important discurs comemorativ. La acest eveniment Tolstoi a refuzat să ia parte și totodată și Dostoievski a ezitat în a se duce să-l vadă pe Lev Nikolaevici la Iasnaia Poliana.

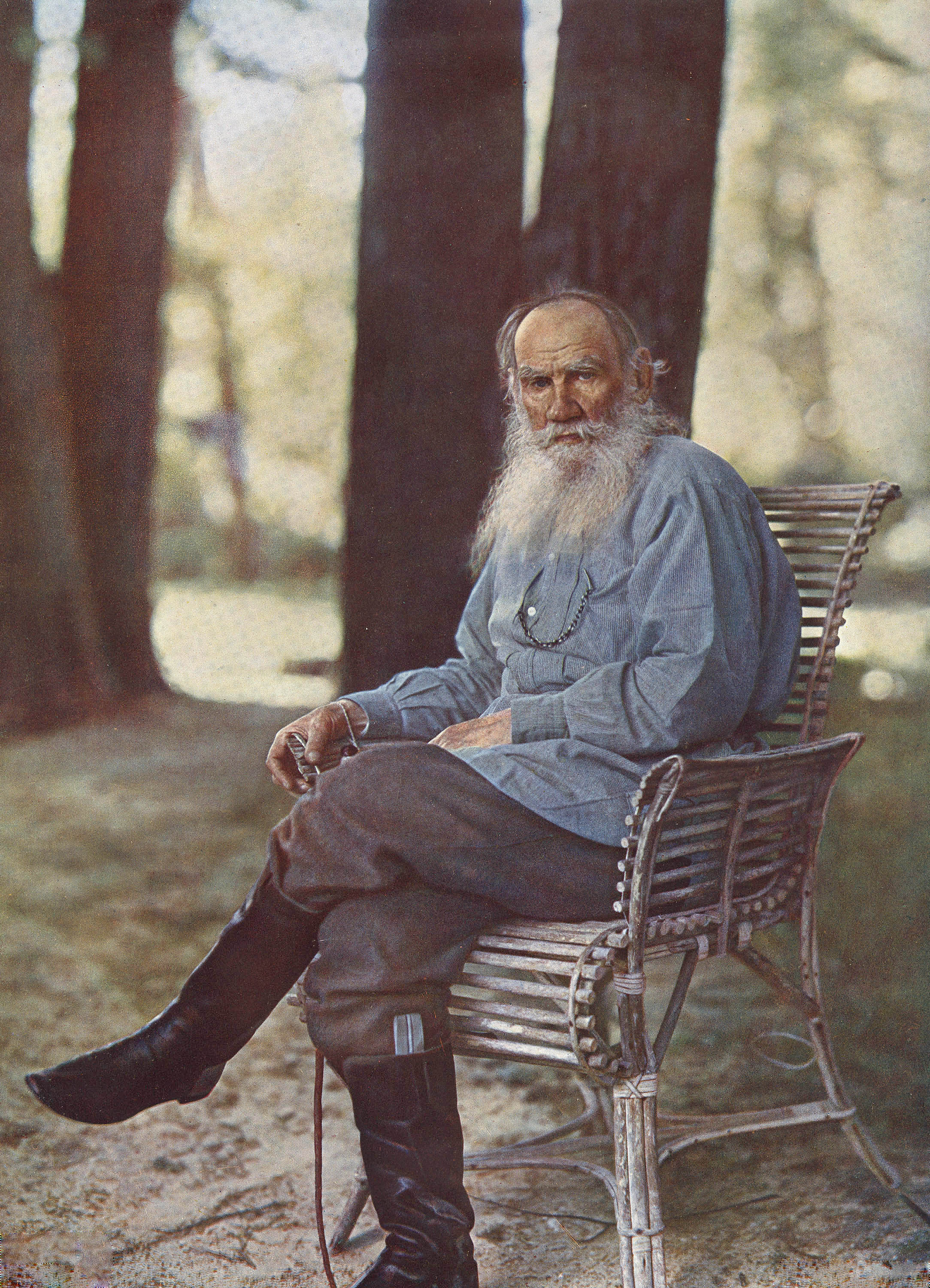
Tolstoi în 1908

Drept care între Tolstoi și Dostoievski nu a avut loc nici o întâlnire niciodată. Peste puțină vreme, la începutul anului 1881, Dostoievski a murit.

### Tolstoi despre Dostoievski într-o scrisoare
Într-o scrisoare adresată lui Strahov, după moartea lui F. M. Dostoievski, Tolstoi scria:
„Cât aș dori să pot spune tot ce simt despre Dostoievski. Dumneavoastră, descriindu-vă sentimentele, ați exprimat o parte din ale mele. Nu l-am văzut niciodată pe acest om și n-am avut niciodată legături directe cu el, și, când a murit, am înțeles deodată că el mi-a fost omul cel mai apropiat, cel mai drag și mai necesar. Am fost scriitor și scriitorii sunt cu toții orgolioși, invidioși, în orice caz eu sunt un asemenea scriitor. Dar nu mi-a trecut niciodată prin cap să mă măsor cu el - niciodată. Toate câte le-a făcut el (toate cele bune și adevărate) le-am receptat așa încât cu cât va face mai multe cu atât îmi va fi mie mai bine. Arta îmi provoacă invidie, la fel inteligența, dar cele ale inimii doar bucurie. Așa că l-am și socotit un prieten de-al meu, și nici nu mă gândeam să nu-l întâlnesc, și dacă până acum asta nu s-a întâmplat, mai e, totuși, timp. Și dintr-odată la masă - prânzeam singur, întârziasem - citesc: a murit. Și mi-am pierdut un anume reazăm. M-am zăpăcit, iar apoi mi-am dat seama cât mi-a fost de drag, și am plâns și mai plâng și acum.
În zilele dinaintea morții lui am citit „Umiliți și obidiți”, și m-a cuprins duioșia.”—L. N. Tolstoi - o scrisoare adresată lui N. N. Strahov
Această scrisoare este, probabil, cea mai importantă confesie epistolară privind atitudinea lui Tolstoi față de Dostoievski. Este datată cu 5-10 februarie 1881. Inițial scrisoarea a fost trimisă lui Strahov, iar ulterior ea a ajuns în mâinile soției lui F. M. Dostoievski, Anna Grigorevna Dostoievskaia. Atunci când s-a întâlnit cu Tolstoi, Anna G. Dostoievskaia îi mulțumește lui Tolstoi „pentru scrisoarea aceea minunată pe care ați scris-o lui Strahov după moartea soțului meu. Strahov mi-a dat această scrisoare și o păstrez ca o relicvă”. „Am scris exact ceea ce am simțit.” - îi răspunde Lev Nikolaevici.

## Influența lui Tolstoi

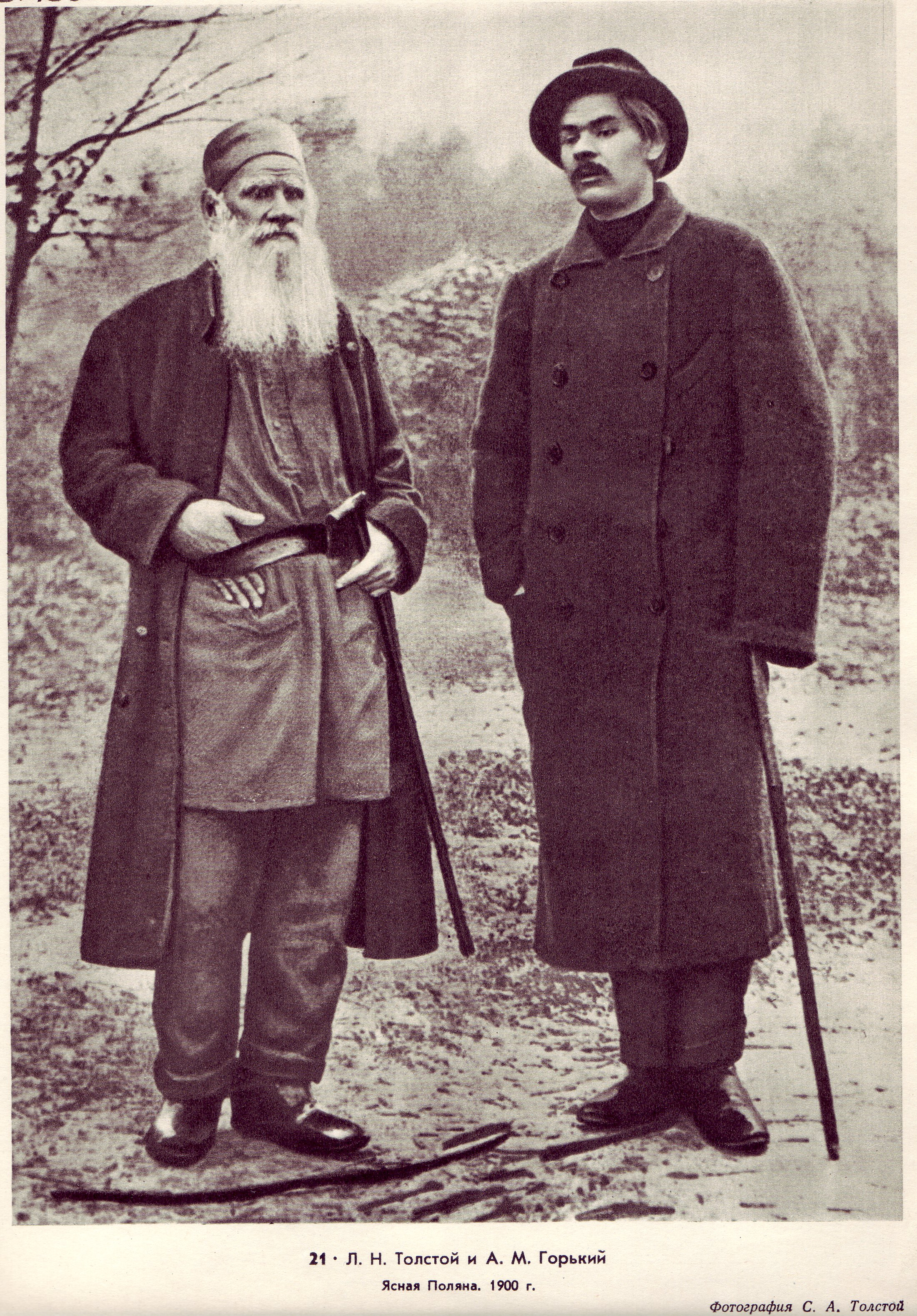
Gorki și Lev Tolstoi la Iasnaia Poliana, în 1900

Tolstoi, autorul reprezentativ pentru realismul rusesc, și-a păstrat până în zilele noastre un loc special în literatura universală, prin intermediul operelor sale „Anna Karenina” și „Război și pace”. Pe de altă parte, pledoaria lui pentru non-violență l-a influențat pe Gandhi. Faima scriitorului trece repede granițele Rusiei. I se traduc operele, i se dedică studii, articole, biografii. În Occident opera sa este receptată ca un fel de antidot contra naturalismului francez. Prima scriere critică occidentală care-l popularizează este cartea lui M. de Vogué, „Romancierii ruși” (1885), care de altminteri a inaugurat o perspectivă în bună măsură falsă, de durată, asupra acestora. Mai târziu, Romain Rolland va apărea ca un adevărat discipol al lui Tolstoi. Marcel Proust, la un moment dat, îl situează deasupra lui Balzac. În Germania (ca și în Statele Unite), la popularizarea lui Tolstoi a contribuit mult renumitul critic danez Georg Brandes. Thomas Mann îi dedică un eseu, punându-l în paralelă cu Goethe. Cunoscut este și entuziastul eseu pe care i l-a dedicat Stefan Zweig.
În lumea literaturii rusești care a dat naștere la nenumărate mari talente, Tolstoi ocupă totuși un loc special. Prin comparație cu alți scriitori considerați „autori naționali” ai Rusiei precum Cehov sau Pușkin, Tolstoi pare a fi cu o treaptă mai sus. Chiar și un autor ca Dostoievski este cotat mai slab, prin alăturarea cu Tolstoi. Se spune că nu puțini sunt cei care afirmă că „Tolstoi reprezintă întreaga Rusie”. De aceea, muzeul din Moscova dedicat scriitorului continuă să primească numeroși vizitatori. Împreună cu casa memorială a lui Tolstoi (cea în care scriitorul și-a petrecut mai mult de jumătate din viață), întreaga Iasnaia Poliana s-a transformat într-un muzeu care atrage publicul din întreaga lume.
În Japonia, conform lui Teishimei Futaba, Tolstoi este bine primit de publicul japonez peste măsură de riguros datorită modului exhaustiv în care a contemplat problemele vieții umane, și asemenea unui autor japonez, a examinat cu stăruință o gamă largă de problematici. Influența lui Tolstoi asupra literaturii japoneze a început pe când era încă în viață. În cercurile teatrale din Japonia, punerea în scenă a „Învierii” realizată de Hogetsu Shimamura și de Sumako Matsui l-a făcut cunoscut pe scriitorul rus. Dintre toți aceia care au fost influențați de Tolstoi în era Taisho, persoana care a depus cele mai mari eforturi să aplice filozofia lui a fost Saneatsu Mushakoji. Alături de Naoya Shiga și alții, a pus bazele revistei literare „Shirakaba” (Mesteacanul alb), care a servit drept scenă de lansare pentru creațiile sale literare. Fiind captivați de ideile filosofice ale lui Tolstoi, le-au interpretat prin prisma propriei gândiri creând „Atarshiki Mura” („Noul sat”), în care au început să trăiască o viață simplă.
Tolstoi și-a petrecut perioada de asfințit a vieții ca filosof în era revoluției ruse, fără însă a o sprijini. Liderul revoluției, Lenin, a scris o teză scurtă intitulată „Lev Tolstoi ca oglindă a Revoluției Ruse”. La începutul tezei îi recunoaște meritele de mare artist ale lui Tolstoi și afirmă că scriitorul a evitat revoluția și tot el susține că pentru distrugerea regimului țarist trebuia folosită forța și, deci respingea filozofia non-violentă a scriitorului. Lenin este cel care a comandat transformarea casei lui Tolstoi din Moscova într-un muzeu, unde se găsesc în prezent materiale precum manuscrisul original al „Tinereții”.

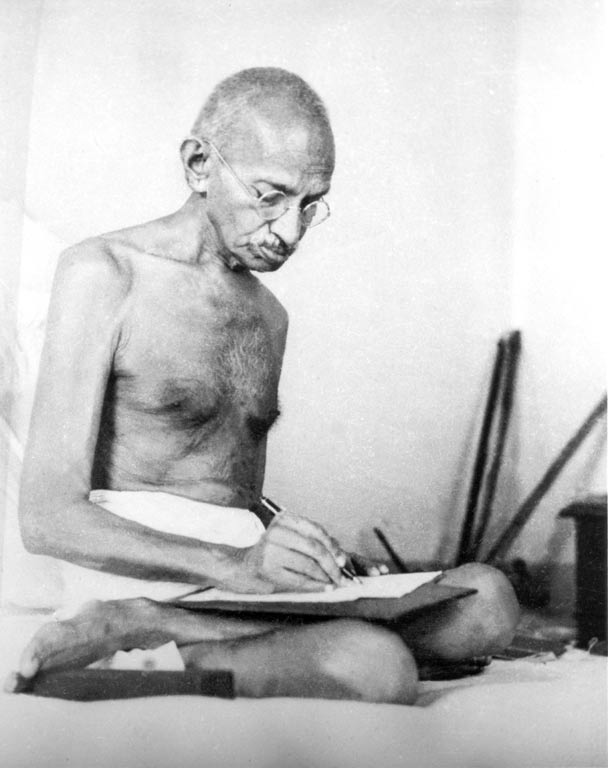
Mahatma Gandhi

Dacă Lenin a respins filozofia non-violentă, aceasta avea să înflorească pe meleaguri îndepărtate, în India. Protestul lui Tolstoi împotriva regimului rus care a oprimat țărănimea și a suprimat forțele revoluționare a fost auzit în întreaga lume, insuflând curaj activiștilor din rândul diferitelor popoare oprimate. Revoluționarii indieni au citit operele lui Tolstoi și, ca răspuns la cererile acestora, el a scris „Scrisoare către un hindus”. În textul acesteia, susține: „Nu vă opuneți răului, dar nici nu participați în acțiunea răului...și nimeni nu va reuși să vă înlănțuiască”. Gandhi a fost profund mișcat la citirea acestor rânduri, și i-a transmis multe scrisori lui Tolstoi. I-a oferit, de asemenea, un exemplar al lucrării sale „Hind Swaraj” (Regulile casei indiene). Gandhi a organizat o rezistența non-violentă pe care a folosit-o pentru a cuceri independența Indiei.
Posteritatea literară a lui Tolstoi poate fi urmărită la Proust sau James Joyce (în legătură cu tehnica monologului interior), la Maeterlinck sau R. M. Rilke (tema autoperfecționării morale și a umilinței), la R. Rolland (în modul cel mai clar), la Anatole France și B. Shaw (cărora Tolstoi le apare ca un scriitor ciudat), la Galsworthy și Th. Dreiser (parțial ca viziune asupra societății) sau - în domeniul teatrului și în primul rând prin drama „Puterea întunericului”.

## Tolstoi și tablourile lui Ilia Repin
Ilia Efimovici Repin (5 august 1844 - 29 septembrie 1930), pictor realist ucrainean. A fost unul dintre cei mai înzestrați reprezentanți ai realismului critic din arta rusă. Până în anul 1863 Repin a studiat la Școala de desen de pe lângă Societatea de Susținere a Artiștilor Plastici în clasa lui Ivan Kramskoi. În perioada 1864 — 1871 și-a continuat studiile la Academia de Arte din Sankt-Petersburg. Fiind bursier al Academiei, în anii 1873 — 1876 lucrează în Italia și în Franța. Din anul 1878 Repin devine membru al Asociației Pictorilor Ambulanți („Peredvijnicilor”). Fiind prieten cu Tolstoi, l-a pictat în câteva rânduri pe acesta în diferite ipostaze.

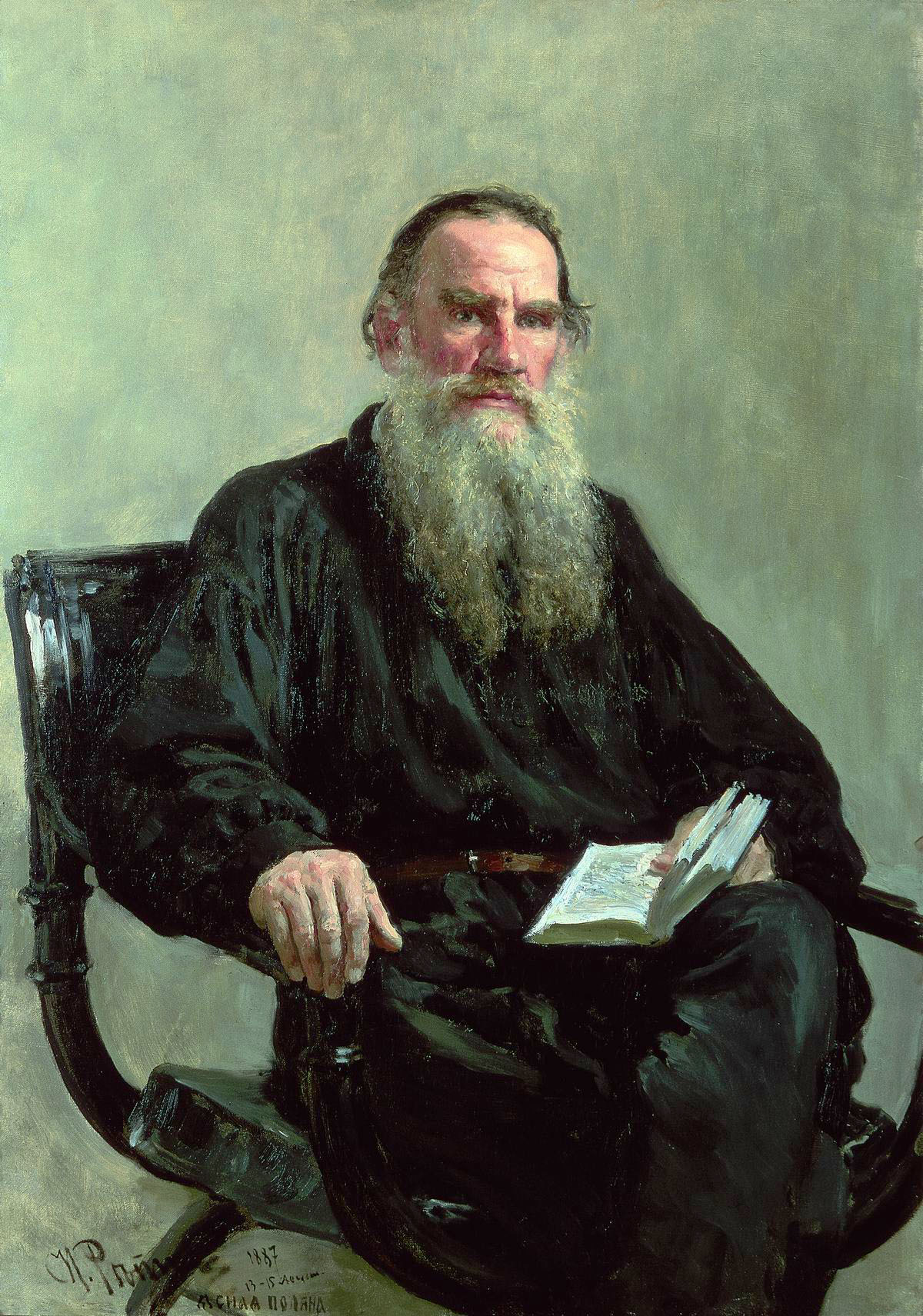
Portretul lui Lev Tolstoi în 1887.
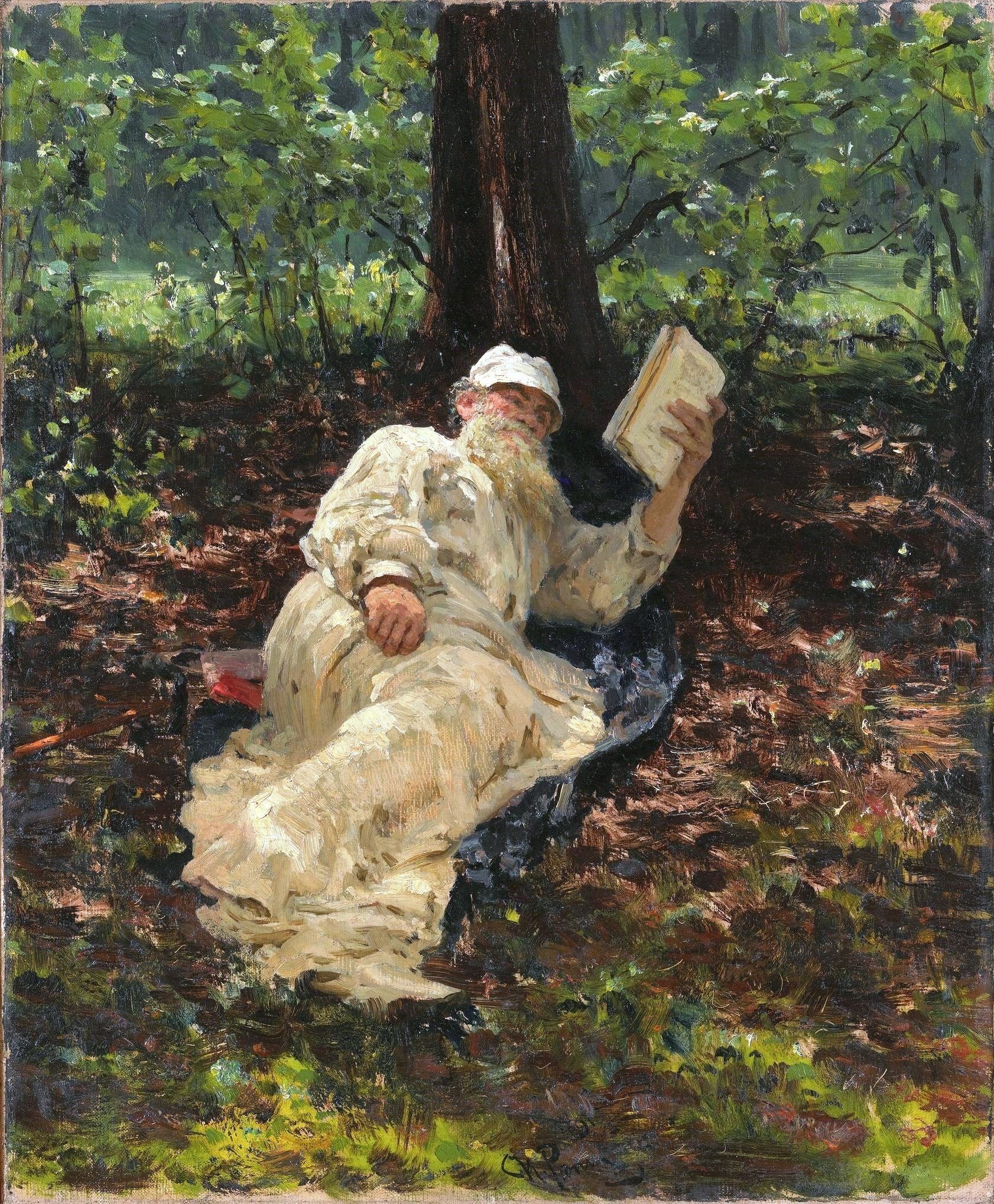
Un alt portret al scriitorului rus din 1893.
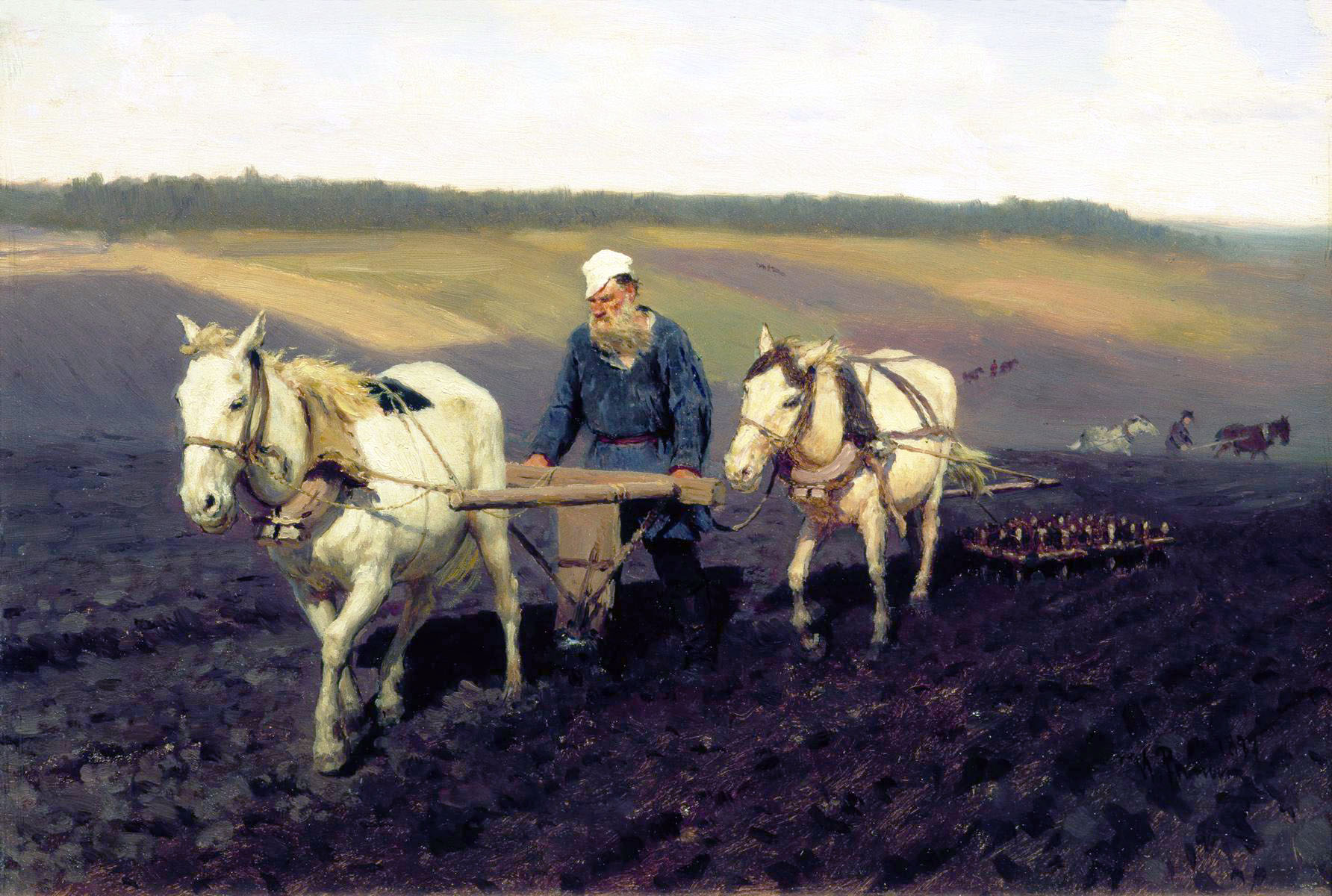
Desen din 1888 înfățișându-l pe Tolstoi lucrând câmpul.
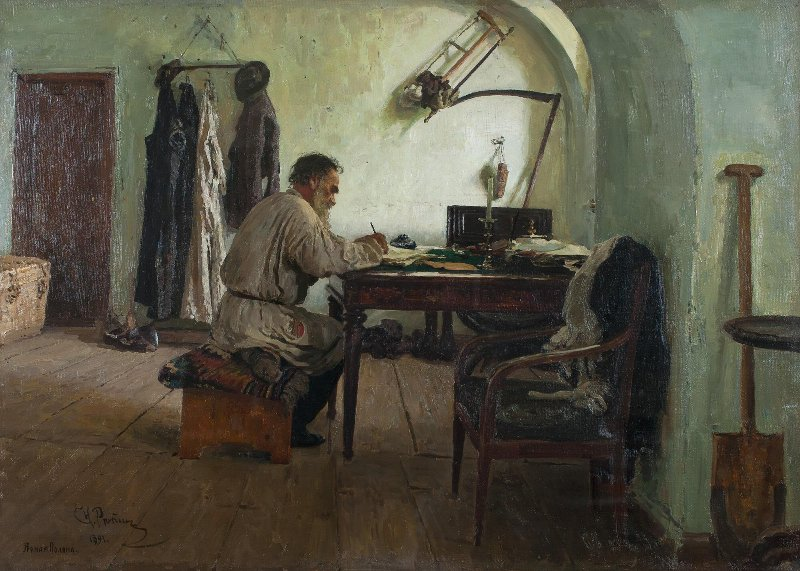
Tolstoi în timpul studiului, tablou din 1891.

## Premiul Nobel, refuzat de Tolstoi
În 1901, Comitetul Nobel a decis să propună premiul unui scriitor ce părea să corespundă testamentului lui Alfred Nobel și i-a scris lui Lev Tolstoi. Una dintre condițiile acordării era recunoașterea pe plan european a valorii operei. Trei scriitori ruși fuseseră traduși în limba franceză: Tolstoi, Dostoievski și Pușkin. Traducerile fuseseră susținute financiar de la caseta țarului Alexandru al III-lea, în ruble-aur.
Tolstoi refuză, motivând că banul este „ochiul dracului” și că el trăiește în acord cu normele creștine, ca un adept adevărat al bogomilismului. Un grup de scriitori și jurnaliști suedezi, între care și Selma Lagerlöf, s-a constituit într-un comitet de susținere a lui Tolstoi.
De două ori scriitorul rus a avut ocazia să ajungă și în Suedia însă n-a mai apucat. Prima dată, atunci când refuzase Premiul Nobel iar a doua oară, atunci când a fost invitat la un Congres Internațional al Păcii de la Stockholm.

## Figuri importante din familia Tolstoi

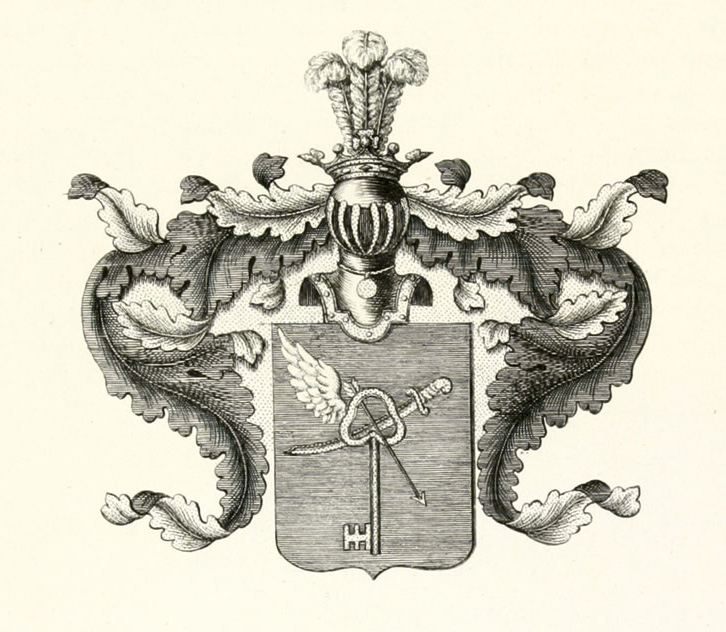
Blazonul familiei Tolstoi

Tolstoi (în rusă Толсто́й) a fost una dintre cele mai de seamă familii de nobili din Rusia, descendentă din Andrei Haritonovici Tolstoi (poreclit „grasul”), ce și-a servit țara sub Vasile al II-lea al Rusiei. „Sălbaticul neam Tolstoi” (așa cum era cunoscut în înalta societate din Rusia) a lăsat o moștenire semnificativă în politica Rusiei, istoria ei militară, în literatură și arte.

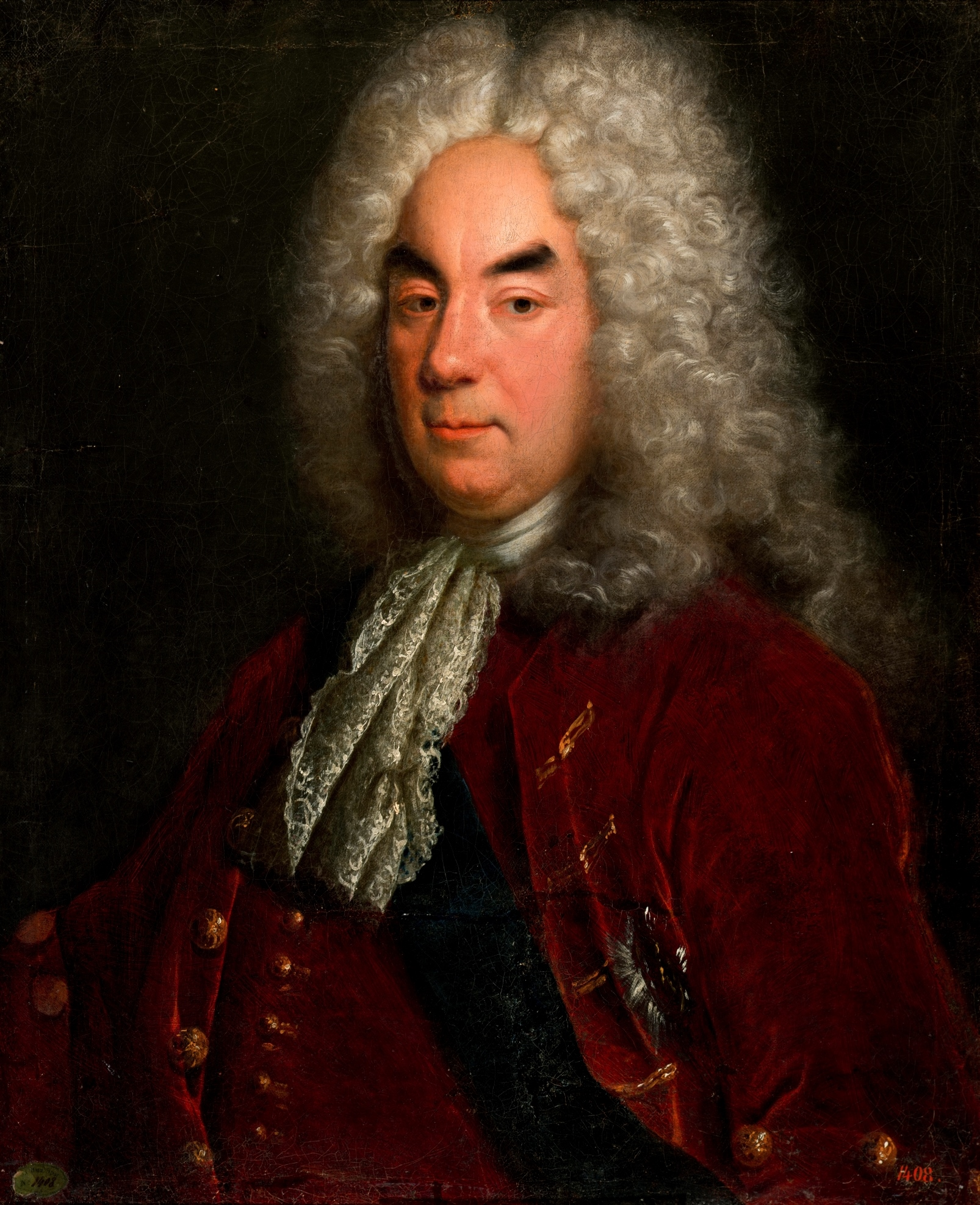
Contele Petru Andreevici Tolstoi

Conform unor legende genealogice mai târzii, Andrei Haritonovici Tolstoi a fost un descendent al unuia Indris ce a fost un om de o foarte distinsă ascendență. Indris a venit din Sfântul Imperiu Roman de Națiune Germană la Chernigov însoțit de fiii săi Litvinos și Zimonten și cu o forța de 3000 de oameni.
Familia a ajuns proeminentă în secolul al XVII-lea, datorită conexiunilor ei cu clanul Miloslavski din care făcea parte prima soție a țarului Alexei. Ocolnicul Petre Andreevici Tolstoi a fost cel care a decis norocul familiei, punându-și serviciile în slujba lui Petru cel Mare. Treptat a câștigat încrederea lui Petru servind ca primul ambasador rus la Constantinopol, și apoi ca șef al poliției secrete.
Cel mai important politician Tolstoi din secolul al XIX-lea a fost Dimitri Andreevici, care succesiv a fost ministru al educației, ministru de interne și președintele Academiei de Științe. Este amintit în general pentru faptul ca în timpul activității sale, a pus în scenă un program viguros de rusificare în Polonia și Ucraina.
Doi membri ai familiei au fost activi în timpul războaielor napoleoniene, Contele Petre Alexandrovici (1761 — 1844) ce a servit sub Suvorov în războaiele împotriva Turicei și a Poloniei. Alexandru Ivanovici Tolstoi (1770 — 1857) - venit dintr-o ramură colaterală a familiei, a moștenit titlul de conte și moșiile unchiului său fără copii, ultimul din familia Osterman. S-a distins prima dată în bătălia de la Charnova (1807) unde regimentul său a ținut în loc timp de 15 ore întreaga armată aflată sub comanda directă a lui Napoleon. Unul dintre cei mai admirații generali ai coaliției anti-Napoleon, a fost răsplătit pentru curajul său în bătăliile de la Pultusk și Eylau.
Feodor Ivanovici Tolstoi (1782 — 1846) a fost un bețiv notoriu, gastronom și duelist. Se spune că a omorât 11 oameni în dueluri. În 1803 a participat la primul înconjur rusesc al pământului. După ce și-a tatuat corpul în insulele Marchize și a corupt întregul echipaj, căpitanul Krusenstern l-a abandonat pe una din insulele Aleutine lângă Kamceatka. La întoarcerea lui în Sankt Peterburg a fost numit „americanul”. A luptat brav în războiul patriotic din 1812, dar și-a scandalizat familia căsătorindu-se cu o cântăreață țigancă în 1821. 

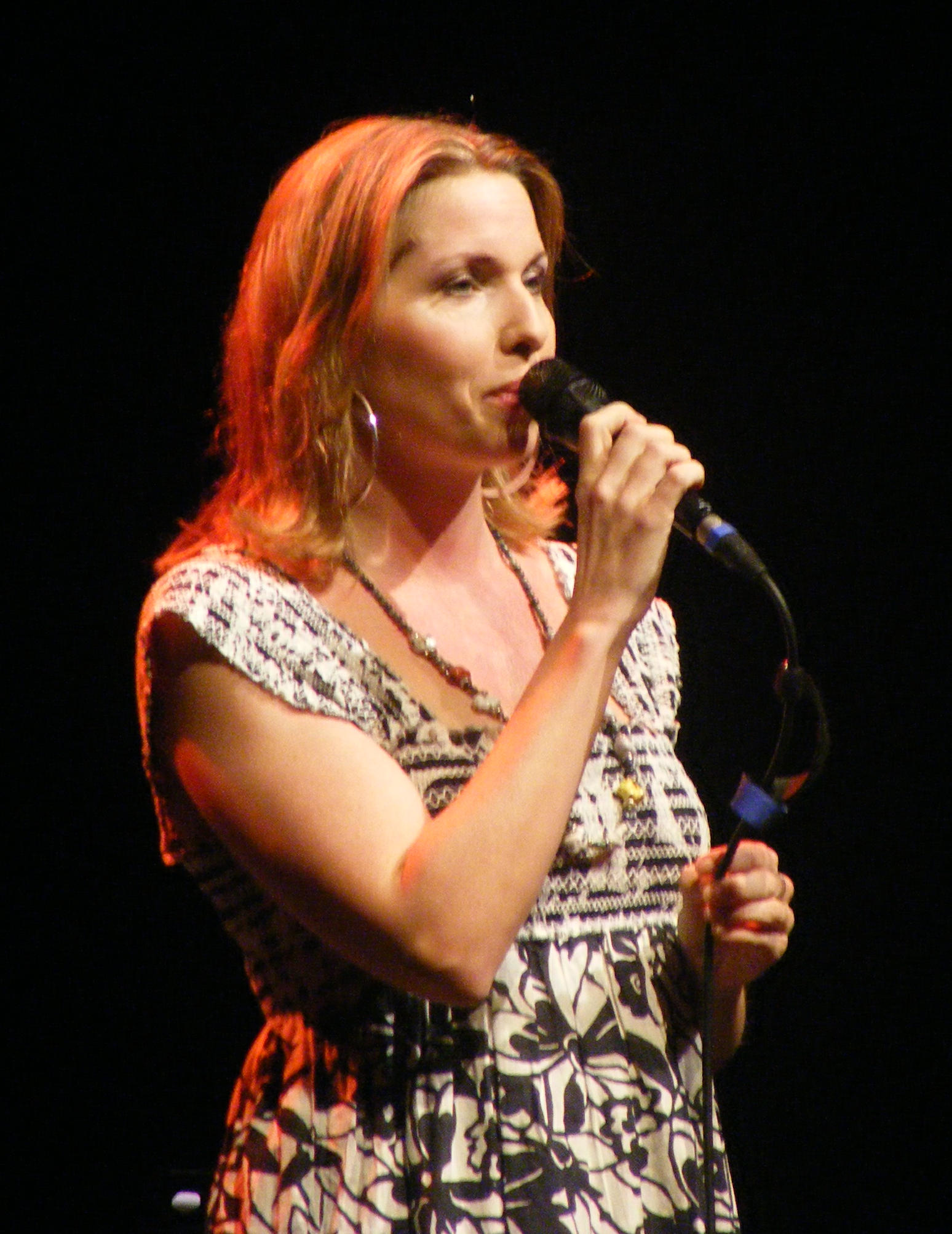
Viktoria Tolstoi

Mulți dintre membri familiei Tolstoi și-au dedicat timpul liber literaturii. Contele Aleksei Konstatinovici (1817 — 1875) a fost curtean dar și unul dintre cei mai populari poeți ai Rusiei timpului său. A scris admirabile balade, un roman istoric, câteva versuri licențioase și satire publicate sub pseudonimul literar Kozma Prutkov. Contribuția sa de bază în literatura rusă rămâne o trilogie de drame istorice, modelată după „Boris Godnuov” a lui Pușkin.
Dintre cei 13 copii ai lui Lev, cei mai mulți și-au petrecut viața promovând învățăturile lui sau denunțându-le. Cea mai mică fiică și totodată și secretara lui, Alexandra Lvovna (1884 — 1979), a avut o viață dificilă în mod special. Deși împărțea doctrina tatălui ei, a non-violenței, a simțit că e de datoria ei să ia parte la evenimentele Primului Război Mondial. Pentru curajul ei a fost răsplătită cu trei medalii „Sf. Gheorghe” și gradul de colonel.
Scriitorul Aleksei Nicolaevici Tolstoi (1883 — 1945) a aparținut unei ramuri diferite a familiei. Primele lucrări de proză scurtă ale lui, publicate în 1910, au fost puse la zid de critici pentru excesivul naturalism și erotism destrăbălat. După revoluție a emigrat pentru scurt timp în Germania, dar și-a schimbat viziunile politice și s-a întors în Uniunea Sovietică. În ultimii săi ani a publicat două romane masive pe subiecte istorice: „Petru întâi” și „Calvarul”. Ca un susținător devotat a lui Stalin, a devenit cunoscut drept „Contele roșu” sau „Tovărașul conte” și opera sa este recunoscută ca fiind una dintre lucrările clasice ale literaturii sovietice. Nepoata sa, Tatiana Tolstaia, (n. 1951) este printre cei mai importanți autori ruși de proză scurtă. Viktoria Tolstoi (n. 1974) este o cântăreață suedeză de jazz. Ea este fiica lui Erik Kjellberg și stră stră nepoata lui Lev Tolstoi.
Una din cele cinci ramuri - mai precis a treia - a familiei celebrului scriitor rus, Lev Nicolaevici Tolstoi, are o descendenta care trăiește la Sibiu. La 14 ani după moartea lui Lev Nicolaevici Tolstoi, în 1924, se năștea la Nisa Marina Robescu, nepoată a colonelului conte Piotr Tolstoi (văr bun cu Lev Tolstoi), continuator al celei de-a treia ramuri a familiei Tolstoi. Finalul primului război mondial a făcut ca familia Tolstoi să se împrăștie pe bătrânul continent. Piotr Tolstoi împreună cu o parte din familie se mută la București. Una dintre fiicele acestuia, Nathalie Tolstoi, avea să o nască în anul 1924 pe Marina Robescu.

## Aprecieri critice
„Fără îndoială că ai citit cărțile lui Tolstoi „Război și pace” și „Anna Karenina”. Nu am cunoscut fericire până în vara aceasta, iar acum am sentimentul că am întâlnit perfecțiunea în reprezentarea vieții omenești. Viața pare într-adevăr mai puțin reală decât relatarea ei. O veridicitate atât de infailibilă! Impresia produsă mă obsedează așa cum nu mi s-a mai întâmplat cu nicio lucrare literară până acum.”—William James, într-o scrisoare către Henry James
„Este un adevărat leu al literaturii”—Goncearov, la apariția romanului „Război și pace”''
„...Eposul modern al lui Tolstoi este cea mai hotărâtoare cotitură în întreaga dezvoltare a epicii universale dupa Homer și Virgiliu.”—Tudor Vianu
„...sunt aici lucruri pe care în afară de Tolstoi, nimeni în toată Europa nu le-ar putea scrie.”—Turgheniev, despre „Război și pace”
„E o opera de artă perfectă, o carte absolut deosebită de cele ce se publică în Europa.”—F.M. Dostoievski, despre „Anna Karenina”
„Există la Tolstoi o înfricoșare și un tragism fără îndoială mai puțin spectaculoase ca la Dostoievski, dar pe care le găsesc răscolitoare, pentru că i-au fost hărăzite până la capăt: dintre cei doi, Dostoievski a fost totuși cel care a murit în patul său...”—Albert Camus, într-un interviu despre Tolstoi
„Un om de omenie: nu mai bun și nu mai deosebit decât ceilalți oameni; dar un om care simțea mai puternic, suferea mai mult și trăia viața mai intens decât alții.”—Gorki - Despre Tolstoi
„...ultimul exemplar al rasei geniilor europeni...”—Giovanni Papini - Despre Tolstoi
„El ne-a povestit despre viața rusească aproape tot atât cât întreaga noastră literatură de până la el.”—Gorki - Vorbind despre prietenul său

## Traduceri în română
- Cadavrul viu. Puterea întunericului, 238 p., Editura Mondoro, 2015, ISBN 978-606-695-005-3
- „Învierea”, Editura Ideea Europeană, 2010, ISBN 978-606-594-047-5.
- „Spovedanie”, Editura Ideea Europeană, 2016, 978-606-668-191-9.